# 2021年の日本
2021年の日本（2021ねんのにほん）では、2021年（令和3年）の日本の出来事・流行・世相などについてまとめる。

## 他の紀年法
日本では、西暦の他にも以下の紀年法を使用している。なお、以下の紀年法は西暦と月日が一致している。
- 元号
  - 令和3年
- 神武天皇即位紀元
  - 皇紀2681年
- 干支
  - 辛丑（かのと うし）

## カレンダー
| 1月 |    |    |    |    |    |    |
| 日  | 月 | 火 | 水 | 木 | 金 | 土 |
|     |    |    |    |    | 1  | 2  |
| 3   | 4  | 5  | 6  | 7  | 8  | 9  |
| 10  | 11 | 12 | 13 | 14 | 15 | 16 |
| 17  | 18 | 19 | 20 | 21 | 22 | 23 |
| 24  | 25 | 26 | 27 | 28 | 29 | 30 |
| 31  |    |    |    |    |    |    |
|     |    |    |    |    |    |    |

| 2月 |    |    |    |    |    |    |
| 日  | 月 | 火 | 水 | 木 | 金 | 土 |
|     | 1  | 2  | 3  | 4  | 5  | 6  |
| 7   | 8  | 9  | 10 | 11 | 12 | 13 |
| 14  | 15 | 16 | 17 | 18 | 19 | 20 |
| 21  | 22 | 23 | 24 | 25 | 26 | 27 |
| 28  |    |    |    |    |    |    |
|     |    |    |    |    |    |    |

| 3月 |    |    |    |    |    |    |
| 日  | 月 | 火 | 水 | 木 | 金 | 土 |
|     | 1  | 2  | 3  | 4  | 5  | 6  |
| 7   | 8  | 9  | 10 | 11 | 12 | 13 |
| 14  | 15 | 16 | 17 | 18 | 19 | 20 |
| 21  | 22 | 23 | 24 | 25 | 26 | 27 |
| 28  | 29 | 30 | 31 |    |    |    |
|     |    |    |    |    |    |    |

| 4月 |    |    |    |    |    |    |
| 日  | 月 | 火 | 水 | 木 | 金 | 土 |
|     |    |    |    | 1  | 2  | 3  |
| 4   | 5  | 6  | 7  | 8  | 9  | 10 |
| 11  | 12 | 13 | 14 | 15 | 16 | 17 |
| 18  | 19 | 20 | 21 | 22 | 23 | 24 |
| 25  | 26 | 27 | 28 | 29 | 30 |    |
|     |    |    |    |    |    |    |

| 5月 |    |    |    |    |    |    |
| 日  | 月 | 火 | 水 | 木 | 金 | 土 |
|     |    |    |    |    |    | 1  |
| 2   | 3  | 4  | 5  | 6  | 7  | 8  |
| 9   | 10 | 11 | 12 | 13 | 14 | 15 |
| 16  | 17 | 18 | 19 | 20 | 21 | 22 |
| 23  | 24 | 25 | 26 | 27 | 28 | 29 |
| 30  | 31 |    |    |    |    |    |
|     |    |    |    |    |    |    |

| 6月 |    |    |    |    |    |    |
| 日  | 月 | 火 | 水 | 木 | 金 | 土 |
|     |    | 1  | 2  | 3  | 4  | 5  |
| 6   | 7  | 8  | 9  | 10 | 11 | 12 |
| 13  | 14 | 15 | 16 | 17 | 18 | 19 |
| 20  | 21 | 22 | 23 | 24 | 25 | 26 |
| 27  | 28 | 29 | 30 |    |    |    |
|     |    |    |    |    |    |    |

| 7月 |    |    |    |    |    |    |
| 日  | 月 | 火 | 水 | 木 | 金 | 土 |
|     |    |    |    | 1  | 2  | 3  |
| 4   | 5  | 6  | 7  | 8  | 9  | 10 |
| 11  | 12 | 13 | 14 | 15 | 16 | 17 |
| 18  | 19 | 20 | 21 | 22 | 23 | 24 |
| 25  | 26 | 27 | 28 | 29 | 30 | 31 |
|     |    |    |    |    |    |    |

| 8月 |    |    |    |    |    |    |
| 日  | 月 | 火 | 水 | 木 | 金 | 土 |
| 1   | 2  | 3  | 4  | 5  | 6  | 7  |
| 8   | 9  | 10 | 11 | 12 | 13 | 14 |
| 15  | 16 | 17 | 18 | 19 | 20 | 21 |
| 22  | 23 | 24 | 25 | 26 | 27 | 28 |
| 29  | 30 | 31 |    |    |    |    |
|     |    |    |    |    |    |    |

| 9月 |    |    |    |    |    |    |
| 日  | 月 | 火 | 水 | 木 | 金 | 土 |
|     |    |    | 1  | 2  | 3  | 4  |
| 5   | 6  | 7  | 8  | 9  | 10 | 11 |
| 12  | 13 | 14 | 15 | 16 | 17 | 18 |
| 19  | 20 | 21 | 22 | 23 | 24 | 25 |
| 26  | 27 | 28 | 29 | 30 |    |    |
|     |    |    |    |    |    |    |

| 10月 |    |    |    |    |    |    |
| 日   | 月 | 火 | 水 | 木 | 金 | 土 |
|      |    |    |    |    | 1  | 2  |
| 3    | 4  | 5  | 6  | 7  | 8  | 9  |
| 10   | 11 | 12 | 13 | 14 | 15 | 16 |
| 17   | 18 | 19 | 20 | 21 | 22 | 23 |
| 24   | 25 | 26 | 27 | 28 | 29 | 30 |
| 31   |    |    |    |    |    |    |
|      |    |    |    |    |    |    |

| 11月 |    |    |    |    |    |    |
| 日   | 月 | 火 | 水 | 木 | 金 | 土 |
|      | 1  | 2  | 3  | 4  | 5  | 6  |
| 7    | 8  | 9  | 10 | 11 | 12 | 13 |
| 14   | 15 | 16 | 17 | 18 | 19 | 20 |
| 21   | 22 | 23 | 24 | 25 | 26 | 27 |
| 28   | 29 | 30 |    |    |    |    |
|      |    |    |    |    |    |    |

| 12月 |    |    |    |    |    |    |
| 日   | 月 | 火 | 水 | 木 | 金 | 土 |
|      |    |    | 1  | 2  | 3  | 4  |
| 5    | 6  | 7  | 8  | 9  | 10 | 11 |
| 12   | 13 | 14 | 15 | 16 | 17 | 18 |
| 19   | 20 | 21 | 22 | 23 | 24 | 25 |
| 26   | 27 | 28 | 29 | 30 | 31 |    |
|      |    |    |    |    |    |    |

### 祝日
本年に開催が延期された東京2020オリンピックに伴い、前年に続いて一部の祝日が移動する。
- 海の日は通常時は毎年7月第3月曜日（本年は7月19日）であるが、この年に限って7月22日（オリンピック開会式前日）になる[1]。
- スポーツの日は通常時は毎年10月第2月曜日（本年は10月11日）であるが、この年に限って7月23日（オリンピック開会式当日）になる[1]。
- 山の日は通常時は毎年8月11日であるが、この年に限って8月8日（オリンピック閉会式当日、この日は日曜日のため翌9日も振替休日）になる[1]。
- それ以外の祝日は変更なし。

## 在職者

### 皇室
- 天皇：徳仁（今上天皇：第126代）
- 皇嗣：秋篠宮文仁親王
- 上皇：明仁

### 三権
- 内閣
  - 菅義偉内閣：（ - 10月4日）
  - 第1次岸田内閣：（10月4日 - 11月10日）
  - 第2次岸田内閣：（11月10日 - ）
    - 内閣総理大臣：菅義偉（第99代、 - 10月4日）、岸田文雄（第100代、10月4日 - 11月10日 / 第101代、11月10日 - ）
    - 内閣官房長官：加藤勝信（ - 10月4日）、松野博一（10月4日 - ）
- 国会
  - 衆議院議長：大島理森（ - 10月14日）、細田博之（11月10日 - ）
  - 参議院議長：山東昭子
    - 第204回国会（常会：1月18日 - 6月16日）
    - 第205回国会（臨時会：10月4日 - 10月14日）
    - 第206回国会（特別会：11月10日 - 11月12日）
    - 第207回国会（臨時会：12月6日 - 12月21日）
- 裁判所
  - 最高裁判所長官：大谷直人

## 世相

### 2021年の流行語
「リアル二刀流/ショータイム」（大谷翔平）が新語・流行語大賞の年間大賞を受賞した（その他の受賞語は後節「#流行語」も参照）。

### 2021年の漢字
「金」・・・東京2020オリンピック・パラリンピックで日本人選手が多数の金メダル（オリンピックでは史上最多）を獲得したことなどから。「金」が選出されたのは2016年以来5年ぶり4回目。

### 周年
- 1月1日 - 東京23区の電話番号10桁化30周年（市内局番が4桁化）。
- 1月15日
  - 三菱電機創業100周年。
  - 軽井沢スキーバス転落事故から5年[2]。
- 1月26日 - 新大久保駅乗客転落事故から20周年。
- 1月31日 - 朝日放送で桂三枝（現：六代目桂文枝）司会のトーク番組『新婚さんいらっしゃい!』が放映開始から50周年。
- 2月5日 - 神戸新交通ポートアイランド線（ポートライナー）開業40周年。
- 2月11日 - 済生会設立110周年。
- 2月27日 - 『ポケットモンスター』シリーズ誕生25周年。人気ゲーム「ポケットモンスター 赤・緑」発売25周年。
- 3月11日
  - 東日本大震災発生から10年[3]。
  - 福島第一原子力発電所事故から10年[4]。
- 3月12日 - 九州新幹線（鹿児島ルート）全線開通10周年[5]。
- 3月31日 - ユニバーサル・スタジオ・ジャパン（USJ）開園20周年。
- 4月1日
  - 三井住友銀行発足20周年（さくら銀行と住友銀行が合併）。
  - WOWOW開局（日本初の有料BS放送開始）30周年（WOWOWがBSアナログ時代は唯一のBS民放であった）。
  - 岩手めんこいテレビ・長野朝日放送・TVQ九州放送・長崎国際テレビ開局30周年。
  - 泉北高速鉄道線開業50周年。
  - セガ創業70周年。
  - らい予防法廃止から25周年。
- 4月3日
  - 仮面ライダー誕生50周年。
  - みんなのうた放送開始から60周年[c 1]。
- 4月4日 - 造幣局（当時は「造幣寮」）が創業150周年。
- 4月6日 - NHKラジオ第2放送開局90周年。
- 4月12日 - コープこうべ設立100周年。
- 4月25日 - 大阪環状線開業60周年。
- 4月26日 - ハーモニーランド開業30周年[c 2]。
- 5月1日
  - さいたま市発足20周年（浦和市・大宮市・与野市の3市が合併）。
  - 日本におけるマクドナルドの創業から50周年。
- 5月5日 - マルベル堂が創業100周年。[6]
- 5月10日 - TBSホールディングス創立70周年。
- 5月14日 - 信楽高原鐵道列車衝突事故から30年。
- 大相撲5月場所（引退日は5月14日）
  - 大鵬幸喜引退から50周年。
  - 元横綱千代の富士貢引退から30周年。
- 5月17日 - 大宅文庫創立から50周年。
- 5月20日 - ウィキペディア日本語版（Wikipedia）発足20周年。
- 6月1日 - 立山黒部アルペンルート全線開業50周年。
- 6月3日
  - 雲仙の普賢岳大噴火から30周年。
  - 東京都港区のシンドラーエレベータシティハイツ竹芝事故から20周年。
- 6月5日 - CDCにより最初のAIDS患者が発見されてから40周年。
- 6月8日 - 附属池田小事件から20周年。
- 6月20日 - 東北新幹線東京駅開業30周年。
- 6月21日 - 角松敏生デビュー40周年。
- 6月23日
  - セガのソニックシリーズ誕生30周年[注 1][7]。
  - 無料通信アプリLINEがサービス開始から10周年。
- 6月29日 - RKB毎日ホールディングス創立70周年。
- 6月30日 - 九州自動車道開通50周年。
- 7月7日 - ACジャパン創設50周年。
- 7月11日 - 悪魔の詩訳者殺人事件から30年。
- 7月15日 - ニクソンショックから50周年。
- 7月20日 - マクドナルド日本第1号店「銀座店」が三越銀座店脇にオープンしてから50周年。
- 7月24日 - 岩手県・宮城県・福島県除いてアナログテレビ放送終了から10周年。
- 7月25日 - 日本郵趣協会設立から75周年[8]。
- 7月26日
  - 相模原障害者施設殺傷事件 から5年[9]。
  - 福岡市地下鉄開業40周年[10]。
- 7月30日 - 全日空機雫石衝突事故から50周年。
- 8月1日 - 日本航空創立から70周年。
- 8月2日 - 日本のスターバックスの1号店が開店から25周年。
- 8月15日 - ニクソンショックから50周年。
- 8月17日 - SEKAI NO OWARIのメジャーデビューシングル「INORI」の発売から10周年。
- 8月21日 - 乃木坂46結成から10周年。
- 8月23日 - 島田紳助引退から10年。
- 8月25日 - 東京国際空港開港から90周年。
- 8月29日 - 廃藩置県から150周年。
- 9月 - 日本の女子中高生の制服にセーラー服が採用されて9月で100年[11]。
- 9月1日
  - 毎日放送（MBSラジオ）、CBCラジオ（旧中部日本放送）開局70周年。日本の民間放送70周年。
  - 新宿区の歌舞伎町ビル火災から20周年。
  - 東北本線の全通から130周年。
- 9月4日
  - 東京ディズニーシー（TDS）グランドオープンから20周年。
  - 紀伊半島豪雨から10年。
- 9月8日 - 日本国との平和条約（サンフランシスコ平和条約）の署名から70周年。
- 9月9日 - 柴又女子大生放火殺人事件から25年。現時点でも未解決[12]。
- 9月10日 - 日本サッカー協会が創立100周年[13]。
- 9月11日 - アメリカ同時多発テロ事件から20年。
- 9月18日
  - 満州事変勃発から90年。
  - カップヌードル（日清食品）発売から50周年。
- 9月30日 - 比叡山焼き討ち (1571年)から450年。
- 10月1日 - 青森朝日放送・北陸朝日放送開局30周年。
- 10月11日 - 玉の海急死から50年[14]。
- 10月18日 - 信越放送創立70周年。
- 10月19日 - 日本国とソヴィエト社会主義共和国連邦との共同宣言（日ソ共同宣言）の署名から65周年。
- 10月20日 - ポケモンカードゲーム発売開始から25周年。
- 10月23日 ‐ 眞子内親王30歳。皇族としては最後の誕生日となった。
- 10月30日 - 日本で野球が行われて150周年（ただし少数説）[15]。
- 11月4日 - 原敬暗殺から100年。
- 11月16日 - Sexy Zone結成から10周年。
- 11月18日 - Suicaがサービス開始から20周年[16]。
- 11月30日 - 北海道放送創立70周年。
- 12月1日 - 敬宮愛子内親王20歳。RKBラジオ開局70周年。
- 12月8日 - 真珠湾攻撃から80年。
- 12月18日 - 日本の国際連合（国連）への加盟から65周年。
- 12月24日 - 日本で初めてクリスマス・パーティーが行われて150周年[17]。
- 12月25日
  - TBSラジオ開局70周年。
  - 大正天皇の崩御から95年。

## できごと

### 1月
- 1月1日

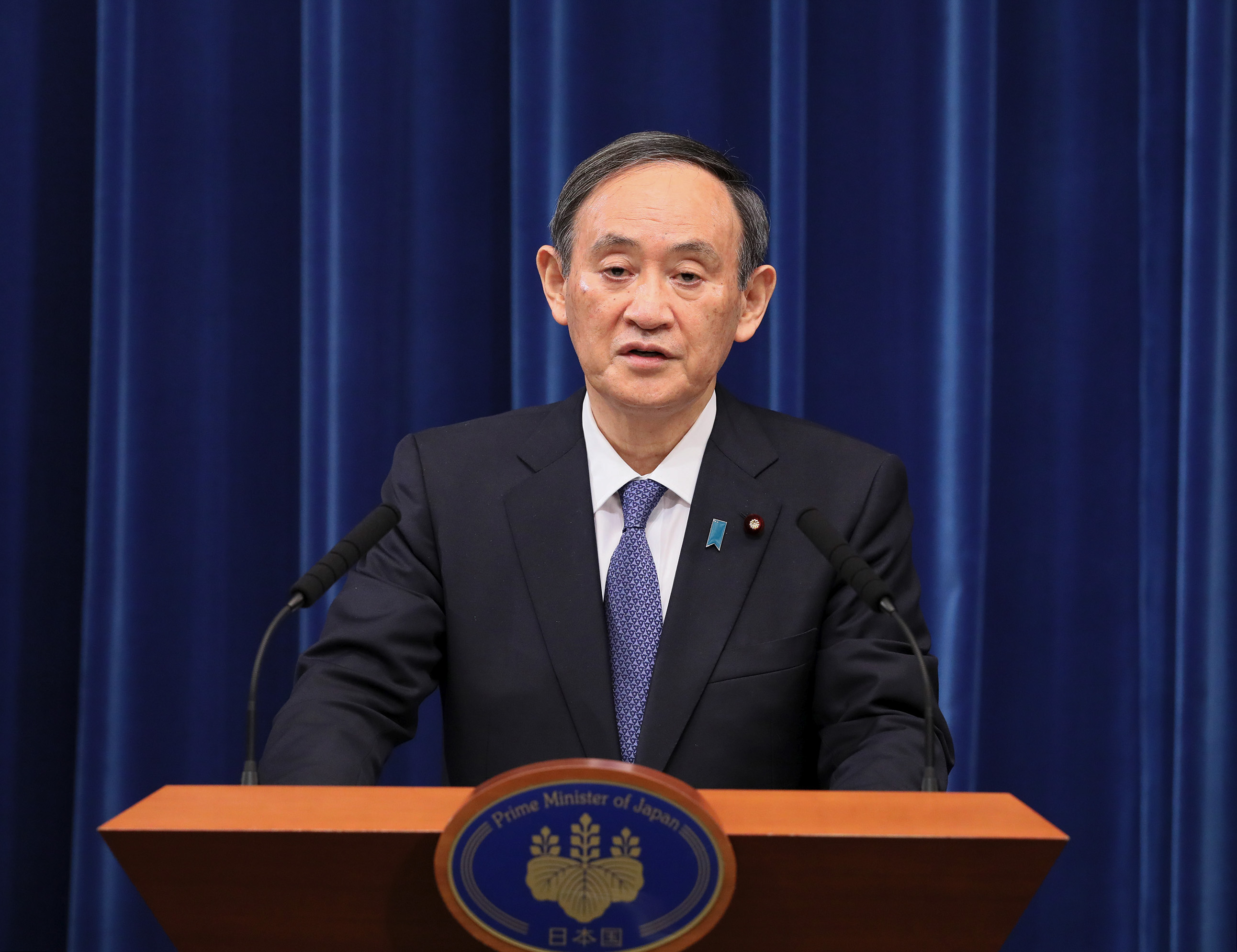
緊急事態宣言発出に際して会見する内閣総理大臣菅義偉（2021年1月7日、総理大臣官邸にて）

  - 宮内庁は新型コロナウイルス感染症の影響により本年の新年宮中一般参賀[注 2]を取り止めた。この代替措置として、この日、公式ホームページに於いて今上天皇並びに皇后雅子の新年ビデオメッセージを公開した[b 1][18]。動画は宮内庁ホームページの他、マスコミ各社のYouTube公式チャンネルやニコニコ動画[19] などでも配信された。
  - 日本製粉がこの日を以て社名を「株式会社ニップン」に変更した[b 2][20]。
- 1月2日 - 福岡県在住の田中カ子が生年で確証のある日本人として初めて118歳を迎える。
- 1月4日 - 午後7時頃、東京都渋谷区の笹塚駅付近でタクシーが暴走し、赤信号の交差点に突入、横断歩道の歩行者をはねる事故が発生。通行人の1人が死亡。運転手を含めた6人が重軽傷を負った[21][22]。
- 1月6日
  - 赤城乳業の人気氷菓「ガリガリ君」の偽造当たり棒25本を同社に郵送し、キャンペーン景品をだまし取ろうとしたとして、埼玉県深谷警察署は詐欺未遂の疑いで秋田県鹿角市に住む43歳の会社員の男を逮捕[23]。その後、男はさいたま地方検察庁熊谷支部に送致されたが、2月16日に不起訴となった[24]。
  - 京都市南区上鳥羽勧進橋町を流れる鴨川に午後2時30分頃、赤色の液体が流入。原因は木の塊などで下水管がふさがれていたことにより、雨水放流渠から染色排水が流出したため[25]。
  - 全国さんま棒受網漁業協同組合は2020年のサンマ水揚げ量が過去最低の2万9千トンだったと発表[26]。
- 1月7日 - 内閣総理大臣の菅義偉が新型コロナウイルス感染拡大に伴い、首都圏の1都3県（東京・神奈川・千葉・埼玉）に対し、2度目の緊急事態宣言を発出。期間は1月8日から2月7日までの予定[27][28]。
- 1月8日 - 静岡競輪場で、昨年12月30日に行われたKEIRINグランプリ2020（神奈川・平塚競輪場）の的中車券を係員の伝票記載ミスにより約180万円多く払い戻ししていたことが判明。本来の払戻金は20万200円だったが、伝票には200万2000円と記載していた。このまま返還されない場合は被害届を出すとしていたが[29]、翌9日夕方になって間違えて払戻を受けた男性が静岡県静岡中央警察署に名乗り出て、同署を経由して返還された[30]。
- 1月12日 - 楽天モバイルの従業員が営業秘密に該当するネットワーク技術に関する情報を不正に持ち出したとして、不正競争防止法違反の容疑で逮捕。容疑者は2020年1月にソフトバンクから転職し、その翌月にソフトバンクは被害を警察に相談していた[31]。楽天モバイルとソフトバンクの両社から即日に公式声明が発表された[32][33]。
- 1月13日
  - 政府は各府県からの要請に応じ、緊急事態宣言の範囲に2府5県（栃木・愛知・岐阜・京都・大阪・兵庫・福岡）を追加。期間は首都圏1都3県と同じく2月7日までの予定[28]。
  - 尖閣諸島沖で、中国海警局の4隻が領海に侵入[34]。
- 1月14日 - 中国海警局の1隻が尖閣諸島周辺の領海に侵入し、日本の漁船に接近しようとする動きを見せた[35]。
- 1月15日
  - 鶏卵生産大手の「アキタフーズ」グループ元代表から現金500万円の賄賂を受領した鶏卵汚職事件に絡んで、前年12月21日に体調不良で議員辞職していた自由民主党の吉川貴盛元衆議院議員が収賄罪で在宅起訴[36][37]。
  - 中国海警局の1隻が尖閣諸島周辺の領海に侵入し、操業中の日本漁船の近くにいた[38]。
- 1月16日
  - 2020年までの「大学入試センター試験」の後継となる1回目の「大学入学共通テスト」が開始されたが[39]、北海道稚内市の会場では暴風雪の影響で1日目の試験が中止となり、30日に再試験を行う事態となった[40] ほか、島根県隠岐の島町の会場では英語リスニング試験中に発電所の設備故障による停電が発生し、42人が試験終了後に再びテストを受験するトラブルがあった[41]。
  - 1987年に逝去した俳優の石原裕次郎が1963年1月16日に設立した映画制作プロダクション・芸能事務所『石原プロモーション』が創業日であるこの日をもって解散。58年の歴史に幕を下ろした[42][43]。
- 1月18日 - テレビ東京の番組「ワールドビジネスサテライト」は、新型コロナウイルス対策によりこの日から在京テレビジョン放送局では唯一となるメインキャスターがマスク着用で放送を開始し、同年3月22日からはマスクの代わりにアクリル板越しでの放送とした[44]。
- 1月19日 - 宮城県大崎市古川の東北自動車道下り線で約50台の車が絡む事故が発生し、約140台が立ち往生、1人が死亡、18人が重軽傷を負った。当時、現場付近では地吹雪によるホワイトアウトが発生し、視界不良になったことで事故が発生したとみられている[45]。
- 1月20日 - JR東日本や大手私鉄の各社は需要減少などを理由に同年3月に首都圏の終電繰り上げを予定していたが、各知事や国土交通省の要請を受けてこの日から終電繰り上げを実施[46]。
- 1月21日 - 公職選挙法違反（買収など）で逮捕・起訴された河井案里に対し、東京地方裁判所が執行猶予付き有罪判決（懲役1年4ヶ月・執行猶予5年 / 求刑・懲役1年6ヶ月）を言い渡す[47]。
- 1月22日 - JR東日本及びJR東海の両社は、東京駅と岐阜県・大垣駅を結ぶ臨時夜行快速「ムーンライトながら」を廃止することを発表。2020年春の運転が最後となった[48]。
- 1月27日 - この日の昼、東京・銀座にあるビルから「預けていた30億円相当のルビーの原石が盗まれた」と警視庁に110番通報があったが、その後の調べで通報者と販売を依頼していた持ち主とのトラブルにより持ち主がルビーを持ち帰っていたことが判明。一時は規制線が張られるなど現場周辺が騒然となった[49]。
- 1月28日 - ニューヨーク・ヤンキースをFAになっていた田中将大がこの日の夕方、NPBの東北楽天ゴールデンイーグルスに復帰することが決定した[50]。
- 1月29日 - 三井住友銀行・NTTデータジェトロニクス・NEC・警察庁などのソースコードがGitHubに公開され流出。委託を受けた企業に勤務するSEが、ソースコードで年収を診断するウェブサービスを利用したことによるものとみられる[51]。
- 1月31日 - PHSの音声通話・データ通信サービスが一部法人向けを除き全て終了した[52]。

### 2月
- 2月1日 - 自由民主党所属の松本純、大塚高司、田野瀬太道の各衆議院議員は同年1月18日に東京都内の午後8時以降の不要不急の外出自粛要請を守らず、午後11時頃まで銀座のクラブに滞在していたとして、この日に同党を離党[53]。
- 2月2日
  - 節分（立春の前日）。この日が節分になるのは1897年（明治30年）以来124年ぶりで、2月3日以外の日が節分になるのは1984年（昭和59年）に2月4日となって以来37年ぶり[54]。以降しばらく、西暦年で4の倍数に1を加えた年は2月2日が節分となる[55]。なお、今回は新型コロナウイルスの感染拡大を防ぐため節分行事は中止が多いが、豆まき等のイベントは例年通り2月3日に開催する場合がある（名古屋市中区の大須観音など）。
  - 菅義偉首相が1月7日と13日に発出した緊急事態宣言を延長。対象は栃木県を除く1都2府7県。期間は3月7日まで[56]。
- 2月3日
  - 改正新型インフルエンザ対策特別措置法が参院本会議で可決・成立。施行は13日から[57]。
  - 河井夫妻選挙違反事件により2019年の第25回参議院議員通常選挙で当選していた自由民主党所属の河井案里参議院議員がこの日に議員辞職を表明し、即日許可された[58]。
- 2月4日 - ネット上の掲示板にお笑いコンビ・おぎやはぎの殺害を予告する書き込みを行ったとして、警視庁新宿警察署は脅迫及び威力業務妨害の疑いで東京都三鷹市に住む25歳のシステムエンジニアの男を逮捕。男はその他にも他の芸能人やテレビ局などに同様の書き込みを100回以上していたといい、調べに対し「仕事上のストレスがたまってやってしまった」と供述[59]。
- 2月6日
  - 過去にApple Computerの日本法人や日本マクドナルド、ベネッセコーポレーションの社長を歴任したHが、妻のシンガーソングライターTに対して暴力行為を行ったとして警視庁渋谷警察署に逮捕されていたことがこの日判明[60]。Hは容疑を否認しているが、2月9日付のスポーツニッポンが報じたところによると昨年6月にも夫婦間トラブルによりTが警察に相談していたという[61]。
  - 中国海警局の2隻が尖閣諸島周辺の領海に侵入し、日本漁船2隻に接近しようとした[62]。
- 2月7日
  - 中国海警局の2隻が尖閣諸島周辺の領海に侵入し、日本漁船1隻に接近しようとした[63]。
- 2月9日
  - オリックス子会社の小林化工（福井県あわら市）が製造した爪水虫などの皮膚病薬に睡眠導入剤が誤って混入した問題で、福井県は同社に対し医薬品、医療機器等の品質、有効性及び安全性の確保等に関する法律に基づき2月10日から6月5日まで116日間の業務停止処分、及び業務改善命令を出した。県などの立入り調査で、未承認の方法で薬を製造していたことや、約390品目で虚偽の製造記録などを作成。経営陣もそれを黙認していたことが明るみに出た[64]。
  - 不適切行動により同月1日に議員辞職した公明党の遠山清彦衆議院議員（比例九州ブロック選出）に代わって、同党の吉田宣弘が繰り上げ当選[65]。
- 2月10日 - 名古屋市に本社を置くスポーツ用品販売大手『アルペン』の会長を務めるMが昨年11月、同市内で40歳代女性にわいせつ行為を行い、全治3週間のけがをさせたうえ現金10万円と運転免許証を盗んだとして愛知県中警察署に逮捕。Mは容疑を否認しているが、「職務を全うできない」として12日に行われた同社の臨時取締役会で会長を辞任することが承認された。また中署は同日にMを送検した[66]。
- 2月12日 - アメリカの製薬大手ファイザーが開発した新型コロナウイルス（COVID-19）のワクチンを載せた航空機が製造工場があるベルギーブリュッセルから成田空港へ到着した。14日にも国内初の新型コロナウイルスのワクチンとして正式承認される見込み[67]。
- 2月13日 - 午後11時8分頃、福島県沖を震源とするマグニチュード7.3、最大震度6強を福島県、宮城県で観測する地震が発生。そのほかにも北海道から愛知県までの広い範囲で震度3以上の揺れが観測された[68][69]。10年前の東北地方太平洋沖地震（東日本大震災）の余震とみられている[70][71]。福島第一原子力発電所3号機の地震計は故障したまま放置されていたことが発覚[72]。
- 2月15日
  - 日経平均株価が30年半ぶりに一時30,000円台を回復[73]。
  - 愛知県選挙管理委員会は、大村秀章愛知県知事のリコールのための署名活動の不正について地方自治法違反の疑いで、被疑者不詳の告発状を愛知県警察に提出[74][75]。

- - 中国海警局の2隻が尖閣諸島周辺の領海に侵入し、日本漁船1隻に接近しようとした[76]。
- 2月16日 - 中国海警局の2隻が尖閣諸島周辺の領海に侵入し、日本漁船1隻に接近しようとした[77]。
- 2月17日 - 日本国内で初めてCOVID-19ワクチンの接種が始まった（アメリカ・ファイザー製）[78]。
- 2月18日 - 東京オリンピック・パラリンピック競技大会組織委員会の会長人事で同月11日に不適切発言を理由に辞任した森喜朗に代わって、この日に前国務大臣の橋本聖子が就任[79]。
- 2月20日 - 中国海警局の2隻が尖閣諸島周辺の領海に侵入[80]。
- 2月21日
  - 栃木県足利市で山火事が発生し、西宮町、本城1丁目、五十部町、大岩町のそれぞれ一部の計207世帯に避難勧告を発令[81]。
  - 中国海警局の2隻が尖閣諸島周辺の領海に侵入し、日本の漁船に接近しようとした[82]。
- 2月24日
  - 同月初旬に判明した2020年12月までの総務省幹部による東北新社からの国家公務員倫理法違反の接待問題を受けて、同省は11人の処分を発表[83]
  - 自由民主党所属の白須賀貴樹衆議院議員は同月10日に東京都内の午後8時以降の不要不急の外出自粛要請を守らず、午後10時頃まで麻布のラウンジに滞在していたとして、この日に同党を離党[84]。
  - 最高裁判所大法廷は儒教施設の久米至聖廟のために公園使用料を那覇市が免除していることについて、政教分離を定めた憲法20条3項に違反していると判断し、市に土地使用料を全額請求するよう命じた[85]。
- 2月25日 - 格安航空会社のエアアジア・ジャパンが東京地方裁判所から破産手続き開始決定を受けていたことがこの日判明。負債総額は大手信用調査会社・帝国データバンク調べで217億円に上る[86]。
- 2月26日
  - 日経平均株価が歴代10番目の下落幅を記録[87]。
  - 内閣総理大臣の菅義偉が首都圏を除く6府県（大阪、京都、兵庫、愛知、岐阜、福岡）の緊急事態宣言を2月末で解除することを表明[88]。
- 2月28日
  - みずほ銀行で月末取引の負荷増加などが要因で大規模なシステム障害が発生し、利用客がATMからキャッシュカードや預金通帳を引き出せずに長時間待たされる事案が多数発生した[89][90]。
  - セブン&アイ・ホールディングス傘下のそごう・西武が運営する百貨店、そごう川口店（埼玉県川口市）が閉店。開業から29年半の歴史に幕を下ろした[91][92]。

### 3月
- 3月1日
  - ヤフーを傘下に持つZホールディングスとLINEが経営統合[93]。
  - 電気通信事業者（通信キャリア）の国内大手3社がこの日までに、前年までより大幅に割安で月額3000円未満の料金プランを発表[94]。
- 3月3日 - 富山県は後発医薬品の国内最大手の日医工に対して32日間の医薬品製造の停止と24日間の医薬品製造販売業としての業務停止命令[95]。
- 3月5日 - 内閣総理大臣の菅義偉が首都圏の1都3県（東京、千葉、神奈川、埼玉）の緊急事態宣言を2週間延長することを表明[96]。
- 3月11日 - 東日本大震災および福島第一原子力発電所事故の発生から10年（この年で国立劇場の政府主催の追悼式が終了[97]）。
- 3月12日 - 日本郵政と楽天は、物流やモバイルやデジタルトランスフォーメーションなど様々な領域での連携を強化することを目的に業務提携[98]。
- 3月13日 - JRグループダイヤ改正により国鉄185系電車が引退。また、湘南ライナーの廃止によりJR東日本からライナー列車が消滅。
- 3月17日 - 札幌地方裁判所は、同性婚をめぐる損害賠償請求訴訟で原告の請求を棄却するも、同性同士の結婚が認められないのは憲法14条違反との判断を下した[99]。同性婚に対して司法判断が為された初の事例となる[99]。なお、原告側は判決（請求棄却）を不服として3月31日に札幌高等裁判所に控訴した[100]。
- 3月18日 - 東京2020オリンピック・パラリンピック 開会式・閉会式 4式典総合プランニングチームの責任者の佐々木宏エグゼクティブ・クリエーティブ・ディレクターが週刊文春の報道で不適切な演出案が発覚し、この日辞任[101]。被害を受けた渡辺直美はこの報道に対してコメントを発表し、ボディポジティブ（英語版）の大切さを訴えた[102]。
- 3月19日 - 第93回選抜高等学校野球大会が開幕。
- 3月20日
  - 新型コロナウイルス対応の改正特別措置法に基づく時短営業の命令を受けた飲食チェーン「グローバルダイニング」が、命令は違法だとして東京都に損害賠償を求めて提訴[103]。
  - 熊本県と大分県のチームによる九州アジアリーグが開幕[104]（ただし試合は雨天のため中止、セレモニーのみ実施[105]）。
- 3月23日
  - 2021年スエズ運河封鎖事故が発生。愛媛県の正栄汽船が保有し、台湾の長栄海運が運用する「エヴァーギヴン」が座礁し、6日間にわたり世界の多数の船舶の通航に支障を来たし、同年4月4日に滞留船舶の通過が完了[106]。
  - 中国海警局の4隻（「海警1303」「海警1301」「海警2302」「海警2502」）が尖閣諸島周辺の領海に侵入[107]。
- 3月24日 - 新電力大手のF-Powerが会社更生法の適用を申請。負債総額は約243億円で本年最大[108]。
- 3月25日 - 新型コロナウイルスの影響で1年延期になっていた東京五輪の聖火リレーが福島県のサッカー施設、Jヴィレッジからスタートした[109]。
- 3月29日 - 中国海警局の2隻（「海警1303」「海警2301」）が尖閣諸島周辺の領海に侵入[110]。
- 3月31日
  - 武田コンシューマーヘルスケア[注 3] が社名を「アリナミン製薬」に変更[111]。
  - 近畿日本鉄道の子会社が運営する三重県志摩市の『志摩マリンランド』（1970年開場）が建物や施設の老朽化によりこの日をもって営業を休止[112]。
  - 日本モーターボート競走会と選手会は所属する211人の選手が新型コロナウイルス対策の持続化給付金を不適切に受給していたと発表[113]。
  - 全国樺太連盟解散[114][115][116]。

### 4月
- 4月1日

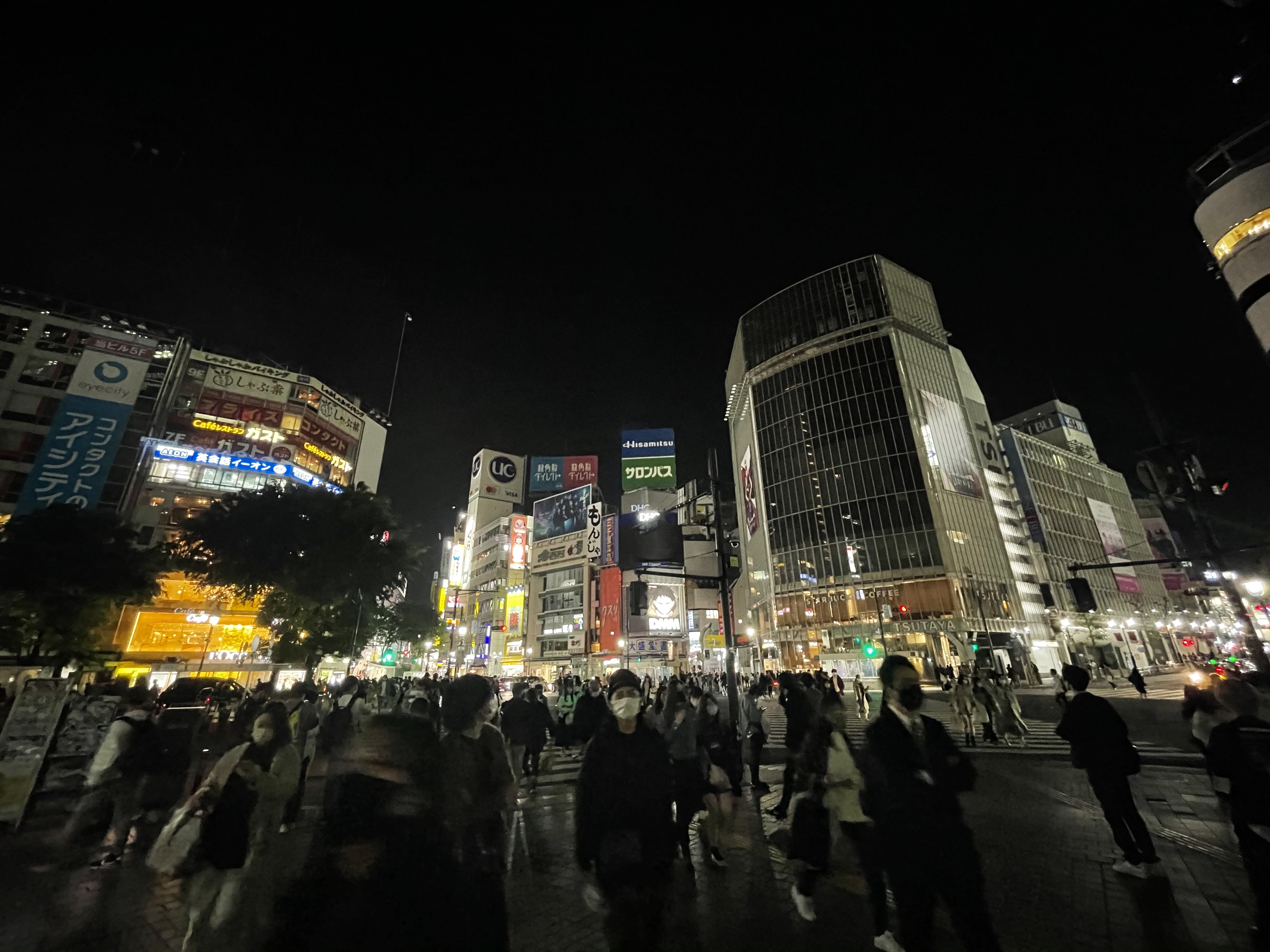
緊急事態宣言が発出され、東京都からの要請を受けて消灯した渋谷駅前の大型ビジョン（2021年4月27日、午後8時18分）

  - 消費税増税に対応するため一時的に解禁していた総額表示（本体価格＋消費税）を再び義務化。
  - ジャニーズ事務所のTOKIOが「株式会社TOKIO」として会社を設立。城島茂が社長、国分太一と松岡昌宏が副社長の3人体制。なお、長瀬智也はジャニーズを退所した。
  - 午後4時56分頃、島根県松江市島根町加賀で民家やコテージなど19棟が全焼し3人が負傷、付近の山林2000平方メートルが焼ける火災が発生。翌2日に島根県により松江市への災害救助法の適用が発表された。火災での災害救助法の適用は、2016年12月に新潟県糸魚川市で発生した糸魚川大火以来となる[117][118]。
  - ソニーが社名を「ソニーグループ」に変更[119]。社名の変更は1958年以来で、ソニーの商号は同日付でソニーエレクトロニクスが継承する[119]。
  - 富士ゼロックスが社名を「富士フイルムビジネスイノベーション」に変更。社名変更はアメリカ・ゼロックス社との技術契約終了によるもの[120]。
  - 毎日放送（MBS）がラジオ放送事業を分社化し、「株式会社MBSラジオ」に放送免許を承継、テレビ放送部門はコールサインを変更[121]。
  - 楽天が社名を「楽天グループ」に変更[122]。
  - 製糖業界大手の三井製糖と大日本明治製糖が経営統合。「DM三井製糖ホールディングス」が誕生[123]。
  - 日刊スポーツグループ4社[注 4] がデジタルに特化した新会社「日刊スポーツNEWS」を設立[124]。
  - 河井夫妻選挙違反事件により前年6月に起訴され、一貫して無罪を主張していた自由民主党所属の河井克行衆議院議員が同年3月23日に一転して罪を認め、議員辞職を表明し、この日許可された[125]。
  - 第93回選抜高等学校野球大会の決勝戦が阪神甲子園球場で行われ、東海大相模が明豊に3対2で勝利し2011年春（第83回）以来10年ぶり3度目の優勝。
- 4月2日 - 中国海警局の2隻(「海警2502」「海警6402」)が、午前11時36分頃から尖閣諸島周辺の領海に侵入し、航行中の日本の漁船に接近しようとした[126]。そのまま約26時間、領海内で日本の漁船に接近し続け、3日の午後1時半頃に領海を出た[127]。
- 4月5日
  - コロナウイルスの感染者が増加傾向にある宮城県・大阪府・兵庫県において、蔓延防止等重点措置を発令した。また、4月12日からは東京都・京都府・沖縄県にも拡大した。現時点では5月5日までの予定（感染の状況によっては延長する場合がある）。
  - ジャパンネット銀行が社名を「PayPay銀行」に変更[128]。
- 4月7日 - 京都大学医学部附属病院で、新型コロナに罹患した影響により肺がほぼ機能しなくなった女性患者に対して夫と息子の肺を移植する世界で初めてとなる11時間に及ぶ生体肺移植手術を実施。術後の経過は良好で、順調にいけば患者は約2か月後に退院できる見通し[129]。
- 4月8日 - この日、1日ごとの統計記録が残る1968年以降で、初めて「交通事故死者ゼロ」となった[130]。
- 4月11日 (現地時間) - ゴルファーの松山英樹（レクサス）がアジア人初となるPGAツアーのメジャー大会で優勝、同月30日にゴルファーとしては1987年の岡本綾子以来2人目となる内閣総理大臣顕彰を受賞[131]。
- 4月13日
  - 政府は福島第一原子力発電所での放射性物質に汚染された処理水（放射性廃棄物のトリチウムを含む水）を2023年頃から海洋放出すること決定。国際原子力機関は「科学的に妥当で環境への影響はない」としているが、農林水産物への風評被害が懸念されている[132]。[133]
  - 中国海警局の2隻が尖閣諸島周辺の領海に侵入し、日本の漁船に接近しようとした[134]。
- 4月17日 - 午後2時20分頃、東京都八王子市の3階建アパートの2階外階段部分が崩落。階段を上っていた住人の58歳女性が転落して意識不明となり、5日後に死亡する事故が発生[135]。その後5月2日に警視庁は業務上過失致死の疑いでアパートを施工した神奈川県相模原市内の建設業者及び関係先を家宅捜索[135][136]。建設業者は5月13日に横浜地方裁判所相模原支部に破産を申請した[136]。
- 4月22日
  - 日本自動車工業会会長の豊田章男（トヨタ自動車社長）がオンラインで行った会見で、2年に一度開催されている自動車の祭典『東京モーターショー』の今年の開催を「コロナにより来場者の安全安心が確保することが困難である」として中止することを発表[137]。
  - 横浜市の桜木町駅前より新港地区（横浜ワールドポーターズ前の運河パーク）まで汽車道沿いの約630メートル[138][139] に、泉陽興業が民間単独（設置・運営における同市の公費負担はなし[138][139]）で整備した日本初の常設都市型ロープウェイ「YOKOHAMA AIR CABIN（ヨコハマ・エア・キャビン）」が運行開始[b 3]。
  - 菅義偉首相が気候変動サミットで日本の2030年の温室効果ガス排出削減目標について2013年度比で46%削減を目指すと表明した。[140]
- 4月25日
  - 2021年日本の補欠選挙の投開票（衆議院：1議席、参議院：2議席）、立憲民主党が2議席を獲得し、もう1議席は無所属[141]。
  - 政府は、新型コロナウイルスの感染拡大を受け、東京都、大阪府、兵庫県、京都府の4都府県を対象に3度目の緊急事態宣言を発出した。期間はゴールデンウィーク終了後の5月11日まで[142]。
  - 中国海警局の4隻が尖閣諸島周辺の領海に侵入[143]。
- 4月28日
  - 2018年5月24日に和歌山県田辺市で当時77歳の資産家が急性覚醒剤中毒により死亡した事件で、和歌山県田辺警察署は事件当時資産家の妻だった女を、殺人と覚醒剤取締法違反の疑いで逮捕[144]。
  - 杉本達治福井県知事が記者会見で、運転開始から40年を超えた関西電力美浜原子力発電所3号機（福井県美浜町）、同1、2号機（同県高浜町）について「総合的に勘案し、再稼働に同意することにした」と述べ、同意を表明[145]。
  - 静岡県の私立浜松学院大学の運営法人、同大学学長が研究業績として示していた著書の内容が、浜松市内の特別支援学校が出版した本からの盗用だったとして、同学長を懲戒解雇[146]。

### 5月
- 5月6日
  - 横浜市戸塚区のアパート2階で住人の24歳の男性がペットとして飼育していたアミメニシキヘビが脱走。5月22日に同アパートの屋根裏で発見され捕獲された[147]。
- 5月10日
  - 財務省が2020年度末の財政状況を発表し、国の借金が1216兆円余りであることが判明。例年の増加幅は10～20兆円であったのに対し、2020年度は新型コロナウイルスの影響で101兆円余りであった[148]。
  - 午前11時40分頃、中国海警局の船2隻(「海警2202」「海警1401」)が尖閣諸島周辺の領海に侵入[149]。その後、11日の午前8時40分頃まで、領海内を航行した[150]。
- 5月19日
  - 気象庁が使用する平年値が10年ぶりに更新され、それまでの1981年から2010年の30年の観測値による平年値から、1991年から2020年までの30年間対象になり、この日から使用開始[b 4]。
  - 本田技研工業の軽トラック『アクティトラック』が4月に生産を終了したことがこの日判明。当初は6月に生産を終了するとアナウンスされていた。また同車の受注も2月をもって締め切っていた。これにより、44年の歴史に幕を下ろすと同時にホンダは軽トラック分野から撤退した[151][152]。
  - 俳優の星野源と女優の新垣結衣が結婚することを双方で公表[153][154][155][156]。
- 5月21日 - 改正少年法が成立[157]。2022年4月から、18歳と19歳の少年を「特定少年」と定め、起訴後の実名報道が可能となった[157]。
- 5月22日 - 南海高師浜線が高架化工事のため本日より約3年間にわたり休止、バス代行[158]（2024年4月6日運行再開）。
- 5月24日
  - 政府は高橋洋一内閣官房参与の引責辞任を発表。菅内閣における同様の人事は西川公也以来2人目[159]。
  - 午後4時半頃、中国海警局の船4隻が尖閣諸島周辺の領海に侵入[160]。その後、2隻は午後6時24分頃に領海から出た[160]が、残りの2隻は25日の午前8時すぎまで領海内を航行した[161]。
  - 熊本県熊本市南区城南町で元城南町議が殺害される事件が起きる。（熊本市南区元城南町議殺人事件）
- 5月29日
  - 兵庫県姫路市の日本製鉄瀬戸内製鉄所広畑地区の工場で作業をしていた従業員2人がX線を多量に被ばくして救急搬送される[162]。
  - 中国海警局の船4隻が尖閣諸島周辺の領海に侵入[163]。
- 5月30日 - この日放送されたNHK教育テレビジョン「将棋フォーカス」において、番組内のナレーションの原稿を無関係の将棋ウェブサイト「将棋講座ドットコム」から無断で使用。のちに被害者からの訴えにより発覚しNHK側が謝罪[164]。

### 6月
- 6月1日
  - 東京都立川市のホテル内で男女2名が刺され女性が死亡した。翌日に19歳の少年が逮捕された[165]。
- 6月5日
  - 千葉県白井市の農地でミナミジサイチョウ1羽が捕獲される。2019年11月に茨城県内のペットショップから逃げ出し、以後、同県牛久市や千葉県柏市の手賀沼周辺などで発見されていた[166]。
  - 岩手県盛岡市で9歳男児が乗用車を運転し国道4号北山トンネル南口交差点で他車に追突し玉突き事故。運転していた男児と、男児の運転する車に追突された車のドライバーが負傷[167][168]。
- 6月7日 - 日本オリンピック委員会（JOC）の52歳の経理部長が都営地下鉄浅草線の列車へ飛び込み自殺[169]。
- 6月7日 (現地時間) - エーザイとバイオジェンが共同開発したアルツハイマー型認知症治療薬のアデュカヌマブをアメリカ食品医薬品局（FDA）が迅速承認（英語版）した。アルツハイマー病への新薬としては18年ぶり、アミロイドβを標的としたものとしては初[170]。
- 6月10日 - 中華人民共和国外交部報道官の汪文斌は、日本の内閣総理大臣の菅義偉が前日6月9日に行われた党首討論において台湾を「国」と表現する発言をしたことについて、再発防止を求めて厳正な申し入れをしたことを表明[171]。
- 6月11日
  - 午前の記者会見で、内閣官房長官の加藤勝信は、9日の党首討論での菅義偉の発言に対して、「台湾に関するわが国の立場は、1972年（昭和47年）の日中共同声明にある通り」と述べ、修正した[172]。
  - イギリスのコーンウォールでG7サミットが開幕（〜13日）[173]。
- 6月18日 - 埼玉県さいたま市大宮区のインターネットカフェ「マンボープラス大宮西口店」で立てこもっていた40歳の男性が現行犯逮捕される。前日6月17日昼から同店の個室ブースで女性従業員を人質にとり約32時間にわたり立てこもっていた[174]。
- 6月21日
  - 同月3日に議員辞職した元自由民主党所属の衆議院議員で公職選挙法違反（寄付の禁止）の罪で略式起訴されていた菅原一秀に罰金40万円、公民権停止期間を3年とする略式命令[175]。
  - 女子バレーボール選手の盗撮動画をアダルト動画サイトで販売したとして、名誉毀損の容疑で初の逮捕[176]。
- 6月23日
  - 夫婦別姓を認めない民法750条と戸籍法74条の規定が憲法違反かどうか争われた家事審判の特別抗告審において、最高裁判所大法廷は2015年以来2度目となる「合憲」の判断を下し、婚姻届の受理を認めない決定をした。15名の裁判官のうち4名は「違憲」と判断した[177]。
  - 上野動物園のジャイアントパンダ、シンシンが赤ちゃんを2頭出産した。2017年6月のシャンシャン以来、4年ぶりで、上野動物園での双子の出産は初[178]。
  - 映画の内容を10分ほどに編集した「ファスト映画」を無断で無料の動画投稿サイトで公開したとして、宮城県警察は札幌市東区在住の男女2人と東京都渋谷区在住の男性1人を著作権法違反の容疑で逮捕。ファスト映画の投稿者が逮捕されるのは日本初とみられる[179]。
- 6月25日
  - 大手輸送機器メーカー・スズキ会長で91歳の鈴木修が、この日静岡県浜松市内で行われた定時株主総会をもって1978年の社長就任から43年間にわたる経営トップの座から退き、相談役に回った[180][181]。
  - 国の「家賃支援給付金」を詐取したとして、経済産業省のキャリア官僚の男2人を詐欺容疑で逮捕。同制度を管轄する梶山弘志経済産業大臣が謝罪[182]。
- 6月28日 - 千葉県八街市で60歳男性が運転するトラックが下校中の小学生の列に突っ込み、2人が死亡、3人が重傷。運転手は飲酒運転が発覚し逮捕される[183]。3日後に菅義偉首相が献花、黙祷[184]。
- 6月30日
  - JR九州のキハ66・67形気動車がこの日の佐世保発長崎行き（佐世保19時14分発→長崎21時51分着）の普通列車を最後に引退[185]。

### 7月
- 7月1日
  - 東京九州フェリーにより、神奈川県・横須賀港新港埠頭と福岡県・新門司港を結ぶ航路が就航開始。日曜を除く週6往復運航で両港を約21時間で結ぶ[186][187]。
- 7月2日 - 三菱電機は鉄道用装置の空調装置での不正検査は35年以上が続いていたことが発覚し、杉山武史社長が引責辞任。重大な事故や欠陥が見つかっていないことから法令違反は免れ、顧客との契約違反の恐れがあると説明した[188]。

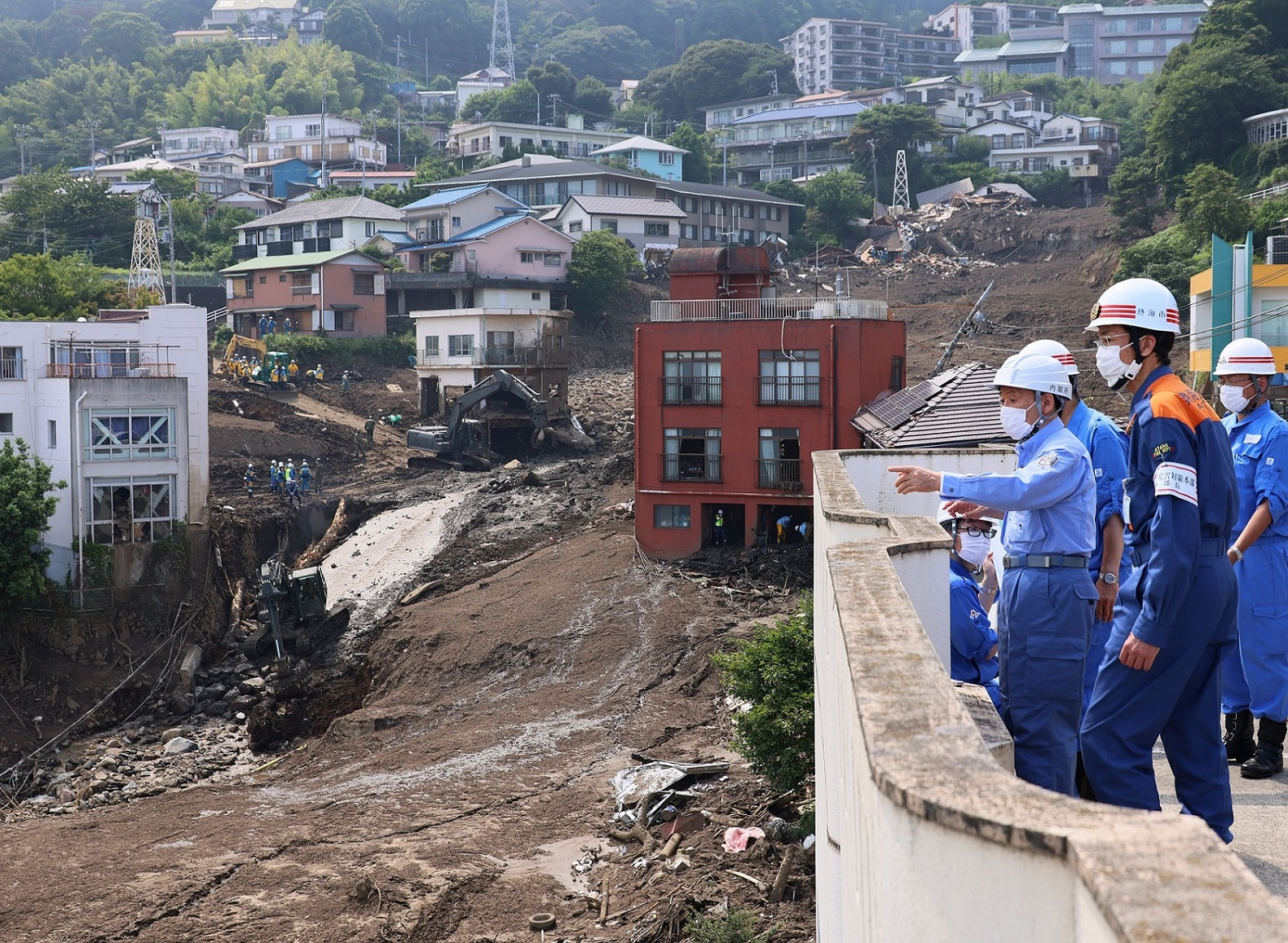
熱海土石流の被災現場を視察する菅義偉

- 7月3日 - 記録的な大雨に見舞われた静岡県熱海市伊豆山地区で大規模な土石流が発生し、20人以上が巻き込まれ多数の安否が不明となった[189]。[190]
- 7月9日 - 7月23日から開催される東京オリンピック・パラリンピックについて、政府の東京都・埼玉県・千葉県・神奈川県に対する緊急事態宣言の発令に伴い、感染拡大防止の観点からそれまで1万人の有観客で開催の意向から一転して無観客での開催とすることが決定した。チケットの払い戻しなどを順次行い、対応する予定[191]。
- 7月10日 - 中国海警局所属の船4隻のうち、2隻が尖閣諸島沖の領海に侵入した[192]。
- 7月20日
  - 京浜急行電鉄のドイツ・シーメンス社製のGTO素子「SIBAS32（シーバス32）」を搭載していた最後の1編成（1000形1033編成）が、同機器を搭載しての営業運行を終了[193]。この機器は発車時に音階のような磁励音を発するのが特徴で、同社の2100形と1000形に搭載され、「ドレミファインバータ」「歌う電車」「ドレミカー」として親しまれたが、国産機器への更新・交換が進められていた。
  - イーレックスなどが出資する沖縄うるまニューエナジー（沖縄県うるま市）は、沖縄県内で最大の木質バイオマス発電所「中城バイオマス発電所」の営業運転を開始した。
- 7月23日
  - 東京オリンピック開会に向けて航空自衛隊のブルーインパルスが東京都上空で展示飛行を行った。この際に用いられた煙はフルカラーであり、五輪の鮮やかな色彩を持ったマーク（オリンピックシンボル）が上空を彩った。ブルーインパルスによる展示飛行は1964年の東京オリンピック以来57年ぶりのことである[194]。
  - 東京オリンピックの開会式、新型コロナウイルス感染症（COVID-19）の世界的流行の影響により近代オリンピック史上初めて前年夏の開催日程から延期[195][196]、無観客開催を経て開催される（〜8月8日）[197]。205か国･地域と難民選手団を合わせて約1万1000人の選手が参加している[198]。
- 7月28日 - 台風8号が宮城県石巻市に上陸した。過去に東北地方に台風が上陸した事例（平成28年台風第10号のみ）はあるものの、宮城県に上陸したのは1951年の観測開始以来史上初のことであり、異例の進路を通った[199]。
- 7月29日 - 午後5時15分頃、福岡県中間市内の認可保育園に駐車していたバスの車内で、市内に住む5歳男児が倒れているのが見つかり病院に搬送されたが死亡。帰りのバスに男児が降りてこないことに気づいた母親が保育園に連絡し発見されたもの。その後の調べで当日朝にバスの降車確認をしないまま鍵を掛け、男児が取り残されたことがわかり、福岡県警察が関係者から当時の事情を聞いている。死因は長時間車内にいたことによる熱中症だった[200]。

### 8月
- 8月4日 - 名古屋市長の河村たかしが2020年東京オリンピックソフトボール日本代表の後藤希友投手と面会し、後藤から金メダル獲得の報告を受けた際、首にかけてもらった金メダルを突然噛み騒動となる[201]。
- 8月5日 - 愛知県豊橋市内の産婦人科クリニックの院長が7月25日夜、酒気を帯びた状態で出産手術を行っていたことがこの日までに判明。乳児は出産したものの、一時生命が危ぶまれる状態だった。この院長は乳児の父親の問いかけに対して日常的に飲酒していたことを認める発言をしているという[202]。
- 8月6日
  - 午後8時30分頃、小田急小田原線の成城学園前駅 - 祖師ヶ谷大蔵駅間を走行中の上り快速急行電車にて36歳の男が刃物を振り回し、逃げた際に転んだ乗客を含め10人が重軽傷を負った無差別刺傷事件が発生。事件を起こしたと見られる男は当日夜に現場から約4km離れた東京都杉並区内のコンビニエンスストアにて、警視庁に身柄を確保された。この影響により同線は長時間運転見合わせとなった[203]。
  - 原爆投下直後に降った「黒い雨」を浴びて健康被害を受けたとして、広島県内の84人が県と広島市に被爆者健康手帳の交付を求めた訴訟の控訴審判決で、広島高裁は原告全員を被爆者と認め、手帳交付を命じた一審判決を支持。県などの控訴を棄却した[204]。
- 8月8日 - 東京オリンピックの閉会式が催行され、17日間行われた大会が閉幕。
- 8月10日 - 第103回全国高等学校野球選手権大会が阪神甲子園球場で開幕。当初は8月8日開幕予定だったが台風9号接近による悪天候が予想されるため、この日に順延。天候不良により大会開会式が順延となるのは2017年（第99回）以来4年ぶりで開会式では大会歌「栄冠は君に輝く」を歌手で俳優の山崎育三郎が独唱した。
- 8月11日〜8月17日 - 前線が停滞し線状降水帯も発生したことから、九州北部などで総雨量が1,000mmを超えて年間雨量の5割に達する地域も出るなど、西日本を中心に記録的な大雨が降り、土砂災害や河川の氾濫による被害が出た[205][206]。
- 8月12日 - 第103回全国高等学校野球選手権大会の大会3日目、1回戦・第1試合のノースアジア大明桜対帯広農の試合は、4回終了後に降雨のためノーゲームとなる。同日予定の残り3試合もすべて中止となり、1日順延。
- 8月13日
  - 海底火山福徳岡ノ場が噴火し、新島が出現[207]。火山爆発指数:VEI4
  - 第103回全国高等学校野球選手権大会の大会3日目は降雨のため同日開催予定だった4試合はさらに1日順延。これにより、3回戦と準々決勝の間に予定されていた休養日が消滅。
- 8月14日 - 第103回全国高等学校野球選手権大会の大会3日目は、降雨のため同日開催予定だった4試合はさらに1日順延。これにより、準決勝と決勝の間に予定されていた休養日も消滅。なお、3日続けての順延は1975年（第57回）以来46年ぶり。順延は計4日となったが、これも1975年（第57回）の計5日順延以来となった。
- 8月15日 - 第103回全国高等学校野球選手権大会の大会3日目の第1試合は降雨の影響によるグラウンドコンディション整備のため、午前11時試合開始となり、第4試合は19時10分試合開始・21時40分試合終了となり、共に最遅記録を更新。
- 8月16日 - 東京地方裁判所で、北朝鮮代表者国務委員会委員長の金正恩に対し、民事裁判への出頭を促す公示送達が掲示される。帰還事業で北朝鮮に渡ったのち脱北して日本に住む5人が北朝鮮政府に対し各1億円の損害賠償を求める訴訟を起こしたことによるもの[208]。
- 8月17日 - 第103回全国高等学校野球選手権大会の大会5日目、1回戦・第1試合の大阪桐蔭対東海大菅生は、8回表東海大菅生の攻撃途中で降雨のためコールドゲームとなり7 - 4で大阪桐蔭が勝利。降雨コールドは1998年（第80回）の専大北上-如水館戦（7回裏途中6-6で引き分け）以来23年ぶり、降雨コールドによる決着は1993年（第75回）の鹿児島商工-堀越戦（8回表途中3-0で鹿児島商工が勝利）以来28年ぶりで試合後の校歌斉唱は省略され、この日予定されていた残りの3試合は翌日に順延、これに伴い、決勝も28日に順延。
- 8月18日 - 第103回全国高等学校野球選手権大会の大会6日目は、降雨のため同日予定されていた3試合は翌日に順延となった。大会の順延は6度目となり1975年（第57回）の5度を上回る過去最多記録を更新。
- 8月19日
  - 北海道標津町でパスポートを所持していないロシア人男性が発見され保護される。ロシアの実効支配下にある国後島から泳いで標津町の海岸に渡り亡命を希望しているという[209]。
  - 第103回全国高等学校野球選手権大会の大会6日目、第1試合の近江対日大東北は、5回裏近江の攻撃途中で降雨のためノーゲームとなり、当該試合と第2試合の西日本短大付対二松学舎大付については翌20日の第1試合・第2試合にそれぞれ順延された。なお、第3試合・第4試合は天候状況を見極めた上で、グラウンド整備終了後に予定通り試合が行われた。この結果、1回戦が終わり切らないうちに2回戦の試合を行う事になった。また、この日の順延に伴って日程が再編され、決勝は29日に変更となった。
- 8月20日 - 山梨県富士吉田市の遊園地「富士急ハイランド」のアトラクション「ド・ドドンパ」で昨年12月から今年8月にかけて利用客4人が全治1か月から3か月の骨折をする事故が発生していたことを山梨県が発表。同遊園地からは8月17日まで報告がなかったという。遊園地は既にこのアトラクションの使用を中止しているが[210]、県は21日午前に1回目の立入調査を行った。今後数回に分けて調査を行う方針。一方遊園地側は「アトラクションと骨折との因果関係は確認できない」としている[211]。
- 8月22日 - 東京オリンピックに続き、パラリンピック開催に際し、ブルーインパルスによる展示飛行の予行演習が東京都上空で行われた。東京オリンピックとは異なり、今回はフルカラーではなく白色のスモークが使用された。なお、パラリンピックのシンボルマークは描かれていない[212]。
- 8月24日
  - 午後2時頃からブルーインパルスによる展示飛行が東京都上空で行われた。今回は予行演習とは異なり、オリンピック同様フルカラーによるスモークが使用された。東京都の上空にパラリンピックシンボル（スリーアギトスと呼ばれる[213]）が描かれた[214]。
  - 東京パラリンピックが9月5日まで開催される。COVID-19の世界的流行の影響により前年夏の開催日程から延期となった[195][196][215]。
  - 福岡地方裁判所は、特定危険指定暴力団「工藤會」が関与したとされる市民襲撃4事件で、殺人や組織犯罪処罰法違反（組織的殺人未遂）などの罪に問われた同会トップで総裁の野村悟に死刑、ナンバー2で会長の田上不美夫に無期懲役を言い渡した[216]。
  - 午後9時10分頃、東京メトロ南北線白金高輪駅出入口のエスカレーター付近にて、22歳の男性会社員が何者かに硫酸とみられる薬品をかけられ、顔や身体に火傷を負い全治6カ月の重傷。被害男性の後ろにいた34歳女性も薬品で転倒し左足に軽傷を負った。犯人はそのまま現場から逃走。警視庁は27日に防犯カメラの映像などから、被害男性と顔見知りで琉球大学時代同じサークルに所属、現在は別の大学に在籍する静岡市在住25歳の大学生の男による犯行と特定し傷害容疑で公開手配、その後28日に沖縄県内で男を発見し逮捕[217][218][219][220]。
- 8月26日
  - 千葉県松戸市のご当地バーチャルYouTuber・戸定梨香を起用した松戸警察署・松戸東警察署の啓発動画に対し、全国フェミニスト議員連盟が「女児を性的な対象として描いており、女性の定型化された役割に基づく偏見及び慣習を助長している」として抗議、11月頃まで騒動となる[221]。
  - 第103回全国高等学校野球選手権大会の準々決勝が行われ、京都国際、智弁和歌山、智弁学園、近江の4校がそれぞれ勝利し、選手権大会としては初めて、準決勝進出校4校が全て近畿地区の代表校となった。
- 8月29日
  - 第103回全国高等学校野球選手権大会の決勝が阪神甲子園球場で行われ、智辯和歌山（和歌山）が智辯学園（奈良）に9-2で勝ち2000年夏（第82回）以来21年ぶり3回目の優勝。8月29日に決勝が行われたのは過去最も遅い開催日となった。
- 8月31日 - 山梨県早川町で東京都墨田区在住の18歳の女子高校生の遺体が発見され、群馬県渋川市在住の夫婦（27歳夫、28歳妻）が死体遺棄容疑で逮捕される[222]。

### 9月
- 9月1日 - デジタル庁が正式に設置された。オンライン上における様々な行政システムの円滑化（IT化とDXの推進）を図ることを目的としており、民間人（職員約600人のうち約200人）も起用している。同日午後には発足式が執り行われた[223][224][225]。
- 9月2日
  - 2019年4月、東京・東池袋で発生した池袋暴走事故で、過失運転致死傷罪に問われた元通商産業省工業技術院長の飯塚幸三に対し、東京地方裁判所は飯塚の過失を認め、禁錮5年（求刑：禁錮7年）の実刑判決を言い渡した。飯塚は一貫して自動車の欠陥が原因であるとして無罪を主張していた[226]。その後控訴期限の16日までに弁護側・検察側双方が控訴しなかったため、翌17日に飯塚の実刑判決が確定した[227]。
- 9月3日
  - 早朝に青森県八戸市鮫町の大須賀海岸の南の空で気球のような白い物体が上空を飛行しているのが目撃された。2020年6月17日に宮城県などで確認された飛行物体と色や形状が類似する。被害は生じなかったものの、運用者、用途等は全く不明[228]。
  - 内閣総理大臣の菅義偉が、同月に実施される自民党総裁選に立候補しないことを表明した[229]。このため、自身の自民党総裁の任期満了に伴い自民党総裁および内閣総理大臣を退任することになる。
- 9月4日 - 午後11時40分頃、東京都港区赤坂のTBS放送センターの敷地内にある駐車場（TBS系『新・情報7daysニュースキャスター』生放送終了後）で、タレント・映画監督のビートたけし（北野武）が乗っていた車が40代の男につるはしで襲われる事件が発生。男は駆けつけた警視庁赤坂警察署員に銃砲刀剣類所持等取締法違反で現行犯逮捕。たけしと運転手にけがはなかった。調べに対し「芸能界入りを志願して車に土下座したが無視された」と供述。男はつるはしの他に小刀を所持していた[230][231]。
- 9月5日 - 東京パラリンピックの閉会式が催行され、13日間行われた大会が閉幕。
- 9月9日 - この日午後、ヤフーが運営するニュースアプリ「Yahoo! JAPAN」のプッシュ通知において、「（熊本県の）阿蘇山で噴火が発生した」などと災害情報を誤って配信した。同社の調査で原因は配信システム用のテスト情報を人為的ミスで誤って配信してしまったという。これを受け同社は公式サイトなどで謝罪した[232]。
- 9月11日 - 午後4時20分頃、東京都千代田区の千代田区役所付近でタクシーが暴走し、歩道に突っ込む事故が発生。この事故の影響で通行人の1人が死亡。乗客を含めた5人が重軽傷を負った。運転手も意識不明の重体で病院に搬送されたが、翌日死亡した[233][234]。
- 9月13日 - 新型コロナウイルス感染症（COVID-19）のワクチンの2回目接種を終えた人が全人口の50%を超えた。政府は10月から11月の早い時期には希望者全員の接種を完了する方針を示している[235]。
- 9月17日
  - 台風14号が福岡県福津市に上陸した。過去に九州に台風が上陸した事例は数多く存在するが、福岡県に上陸したのは1951年の統計開始以来史上初のことである。また、これによって九州地方の各県に台風が上陸していないのは佐賀県のみとなった[236]。
  - 北海道釧路市の桂恋漁港で赤潮が確認された。その後、根室市から様似町沖合にかけて広範囲で発生。10月6日までに、秋鮭やサクラマス、ウニなどで漁業被害の影響がみらており、道では最大級の赤潮被害に陥った[237]。
- 9月28日 - 活動休止中のアイドルグループ嵐の櫻井翔と相葉雅紀が、それぞれ一般女性と結婚したことを同時に発表。
- 9月29日
  - 菅義偉の自民党総裁としての任期（1期目、任期途中で辞任した安倍晋三の残任期間を継承）が30日に満了[238]することに伴う総裁選挙の投開票が実施。決選投票の結果、岸田文雄が第27代自民党総裁に就任[239]。
- 9月30日
  - 京浜急行電鉄の子会社が運営している神奈川県三浦市の水族館「京急油壺マリンパーク」（1968年開場）が建物や施設の老朽化、また入場者の激減などを理由にこの日をもって閉園。53年の歴史に幕[240]。
  - 熊本県の地域紙・熊本日日新聞が夕刊の発行をこの日をもって休止。翌10月1日から朝刊に統合[241]。

### 10月
- 10月1日
  - 蛇の目ミシン工業が創業100周年を機に商号を「株式会社ジャノメ」に変更。商号変更は1954年以来67年ぶり[b 5][242]。
  - JT、フィリップモリスジャパン及びブリティッシュ・アメリカン・タバコの各社が、たばこ税増税などに合わせて紙巻き、葉巻き及び加熱式たばこの値段を引き上げ。JTの「セブンスター」は従来の1箱（20本入り）560円から600円に40円値上げされた。また、味の素AGFの家庭向けコーヒー40品目や輸入小麦、雪印メグミルクと明治のマーガリン類も値上げされた[243][244]。
  - JR東日本のE4系新幹線電車（新幹線で最後まで残っていた2階建車両）がこの日の「Maxたにがわ416号」（越後湯沢21時41分発→東京23時8分着）を最後に引退[245]。
  - 自由民主党の岸田文雄総裁が党役員人事を決定し、副総裁に麻生太郎、幹事長に甘利明、政務調査会長に高市早苗、総務会長に福田達夫、選挙対策委員長に遠藤利明がそれぞれ就任[246]。
- 10月2日 - 郵便法改正に伴い、この日から土曜日の普通郵便とゆうメールの配達を中止（ゆうパック・速達・書留など、それ以外の郵便物の配達は今後も継続）。また、これまで24時間体制だった仕分け作業を働き方改革で日中に行うため、配達日数が1日から2日程度伸びる見込み[247]。
- 10月3日
  - 四国沖にて、護衛艦いずものF-35B戦闘機発着艦検証作業が行われた[248]。
  - 和歌山市の紀の川にかかる六十谷水管橋の一部が崩落して川に落下し、この影響で市北部の6万世帯で断水する被害が出た[249][250]。
- 10月4日 - 菅義偉内閣が総辞職[251]。第205臨時国会が召集され、内閣総理大臣指名選挙が行われた。自民党総裁の岸田文雄が第100代内閣総理大臣に選ばれ、岸田内閣が発足した[252][253][254]。
- 10月5日 - アメリカ・プリンストン大学上席研究員の真鍋淑郎（アメリカ国籍）が気候変動モデルの研究で評価され、ノーベル物理学賞を受賞。日本出身者の同賞受賞は2015年以来6年ぶりで12人目[255][256]。
- 10月7日 - 午後10時41分頃、千葉県北西部を震源とするM5.9の地震が発生。埼玉県川口市、同県宮代町、東京都足立区で最大震度5強、埼玉県、東京都、千葉県、神奈川県の広い範囲で震度5弱を観測した[257]。この地震による重軽傷者は40人以上にのぼっている[258]。なお、東京都で震度5強を観測したのは2011年の東北地方太平洋沖地震（東日本大震災）以来10年ぶりである[257][259]。また、2005年には千葉県北西部地震（M6.0）が発生しており、今回の地震と規模、震源地、深さの類似点が見られるが、関係性は不明としている[257][259][260]。
- 10月8日 - 上野動物園で6月23日に生まれた双子のジャイアントパンダの名前について、同園はオス「シャオシャオ」、メス「レイレイ」と命名したと発表[261]。
- 10月10日 - 兵庫県加東市の遊園地「東条湖おもちゃ王国」で立体迷路施設「カラクリ迷宮のお城」の床が抜け、上にいた7人が転落し2人が重傷、4人が軽傷[262]。
- 10月12日
  - 2019年の池袋暴走事故で禁錮5年の実刑判決が確定した元通産省工業技術院の元院長・飯塚幸三が東京地方検察庁に出頭し、収容手続きが行われた[263]。飯塚は出頭前に関係者を通じてコメントを発表し、裁判で一貫して主張していた「自動車の欠陥による事故」を覆し、「自らの過失による事故であった」ことを認めた[264]。その後東京拘置所に収容され、今後は健康状態などのチェックを受けた後に刑務所に収監される[265]。→9月2日の出来事参照
  - 山梨県甲府市蓬沢1丁目の民家が放火され、住人の家族2人の遺体が発見され、1人が殴打され負傷する。同日夜に市内在住の19歳の少年が出頭し逮捕される[266]。
- 10月13日 - 愛媛県新居浜市の住宅で、住人の51歳の男性と80歳の両親の3人が殺害される事件が発生。男性の元同僚の54歳の男を逮捕。
- 10月14日 - 第205臨時国会会期末を迎え[267]、21日の任期満了を前に衆議院解散した。
- 10月15日 - 文化審議会は書道と伝統的酒造りを登録無形文化財に登録するよう答申。本年6月14日に文化財保護法を改正して新設された登録無形文化財制度に基づく初の登録となる。また、リニア・鉄道館に保存されている鉄道省営乗合自動車（国鉄バス第1号車）、博物館明治村に保存されているゐのくち渦巻ポンプ、九州鉄道記念館に保存されているキハ42055号気動車（キハ0741）など7件を重要文化財に指定するよう答申[268]。
- 10月18日
  - 世界体操競技選手権が福岡県北九州市の北九州市立総合体育館で開催される（10月24日まで）。国の「ワクチン・検査パッケージ」の技術実証の対象事業として、収容率100%の有観客での開催された[269]。
  - 中国海軍及びロシア海軍の艦艇10隻が津軽海峡を横断。通過前の14～17日には、日本海(東海)で合同軍事演習「海上連携2021」を実施していた[270]。
- 10月19日 - 第49回衆議院議員総選挙公示。
- 10月20日 - 熊本県の阿蘇山（中岳）が11時43分頃噴火。福岡管区気象台は阿蘇山の噴火警戒レベルを2から3に引き上げ[271]。
- 10月23日 - 中露海軍艦艇10隻が鹿児島県・大隅海峡を同時通過。日本列島を半周した[272]。
- 10月24日
  - 国会議員の後期補欠選挙。
    - 参議院山口県選挙区補欠選挙で自由民主党公認の前職北村経夫が当選[273]。
    - 参議院静岡県選挙区補欠選挙で立憲民主党・国民民主党推薦の新人山﨑真之輔が当選[274]。
- 10月26日 - 眞子内親王が、大学時代の同級生で法律事務所勤務の男性と結婚、皇籍離脱[275][276]。
- 10月27日 - 世界新体操選手権が福岡県北九州市の西日本総合展示場新館で開催される（10月31日まで）。10月18日から24日まで同じく北九州市で開催された世界体操競技選手権と同様、国の「ワクチン・検査パッケージ」の技術実証の対象事業として、収容率100%の有観客で開催された。
- 10月28日 - 沖縄県沿岸などに今年8月に噴火した海底火山福徳岡ノ場の軽石が帯状で大量に漂流漂着し、漁業などに深刻な被害が発生[277]。
- 10月31日
  - 第49回衆議院議員総選挙が執行された。任期満了日（10月21日）以降に総選挙が執行されるのは、現行の日本国憲法下では初めてである[278]。自由民主党は、公示前の276議席から減らし、261議席を獲得。「絶対安定多数」と位置付けられる議席数を単独で確保。[279]公明党は32議席と増やし、与党で293議席となった。一方、立憲民主党は公示前の109議席からやや減らし、96議席に留まった。日本維新の会は公示前の11議席を大幅に超える41議席を得て、第3党に躍進。国民民主党は11議席を獲得し、公示前の8議席から伸ばした。日本共産党は10議席で前回の12議席に届かなかった。れいわ新選組は比例で3議席を獲得。社会民主党は公示前と同じ1議席[280]。また、与野党の幹部や重鎮が小選挙区やその救済の比例重複で多く敗れ、苦杯を喫する選挙戦となった[281]。衆院選小選挙区神奈川13区においては、自由民主党幹事長の甘利明が立憲民主党所属の太栄志に敗れた[282]。11月1日、比例代表の南関東ブロックで当選した。小選挙区導入後で初の現職幹事長敗北となり、甘利は辞意を表明した[283]。同日、岸田首相は次期自由民主党幹事長に外務大臣の茂木敏充を起用する方針を固めた[284]。また、万博担当相の若宮健嗣も小選挙区(東京5区)を落とし、比例復活した。一方で、立憲民主党は党副代表の辻元清美や党選挙対策委員長の平野博文が小選挙区及び比例で復活当選できず、落選した。前回より現有議席をやや減らしたことを受け、党幹事長の福山哲郎は辞任を示唆した[285]。
  - 第25回最高裁判所裁判官国民審査を執行。11月1日、中央選挙管理会は、投票結果を発表し、最高裁判官11人全員の信任が発表された[286]。
  - 東京都調布市京王線を走行中の特急の車内で男が乗客を刃物で刺傷するなどし、17人が負傷した。そのうち、刃物で刺された乗客1人が一時意識不明の重体であった。特急は国領駅で緊急停止し、乗客は窓などから避難した。また、男はハロウィーン特有の仮装を身につけ、犯行に及んでいた[287][288][289]。
- NTT東日本及びNTT西日本が提供し、現在日本国内900の地域別に発行している50音別電話帳「ハローページ」が、10月以降に発行・配布される最終版をもって順次廃止[290][291]。

### 11月
- 11月1日
  - 3代目新500円硬貨（バイカラークラッド貨幣への改鋳）が発行[292][293]。素材は日本の通常硬貨では初となるバイメタル技術を採用、縁の異形斜めギザ、表面の一部に微細文字を施し、偽造抵抗力をより強化。発行時期は、新型コロナウイルス流行の影響を受け、事業者の機器改修面に遅延が生じ、当初の2021年度上期から延期されていた。しかし発行時点では機器改修が追い付いておらず、自販機等で使用できない事例が相次いでいる。
  - ジャニーズ事務所の男性アイドルグループ、V6が本日千葉県千葉市の幕張メッセで行われた全国ツアー最終公演を最後に解散。これに伴い、森田剛はジャニーズ事務所から退所し、残りのメンバーは引き続き現在の事務所でそれぞれ活動する[294]。
- 11月3日 - 内閣総理大臣の岸田文雄は、茂木敏充を自民党幹事長へ起用することに伴い、第2次岸田内閣の組閣までの期間は外務大臣を兼務することを表明[295]。
- 11月10日
  - 第206回国会召集[296]。
    - 午前中に第1次岸田内閣が総辞職[297]。午後の衆参両院の本会議で内閣総理大臣指名選挙が行われ、岸田文雄を第101代内閣総理大臣に選出[298]。その後、第2次岸田内閣が発足[299]。
    - 衆議院議長に自民党の細田博之、副議長に立憲民主党の海江田万里を選出[300]。
- 11月12日
  - 第206回国会会期末[301]。
  - 立憲民主党代表・枝野幸男は、現有議席が減少した責任を取り、党常任幹事会で代表の職を辞任。次期代表選は、19日告示・30日投開票の予定[302]。
- 11月13日
  - 将棋の藤井聡太三冠が第34期竜王戦7番勝負第4局で豊島将之竜王に勝利し、史上最年少の四冠となった。[303]
- 11月15日 - 俳優の菅田将暉と小松菜奈が、互いのSNSで結婚したことを発表[304]。
- 11月19日 - 16時30分頃から20時頃にかけて月食が観測される。最大97.8%の部分が欠ける部分月食となった[305]。
- 11月20日 - 近畿日本鉄道の特急車「スナックカー」（12200系）のラストランが名古屋 - 賢島間と大阪上本町 - 賢島間で各1往復運行された[306]。
- 11月21日 - 俳優の吉田栄作と内山理名が結婚を発表[307]。
- 11月24日 - 愛知県弥富市の中学校で3年生の男子生徒が同級生に刺され死亡[308]。
- 11月29日 - 東京地方検察庁特捜部は、約5300万円の所得税を脱税したとして日本大学の74歳の理事長を逮捕。調べに対し容疑を否認している[309]。
- 11月30日
  - 立憲民主党代表選挙を執行。決選投票の結果、泉健太が逢坂誠二を破り党代表に選出[310]。
  - 総務省が2020年の国勢調査の確定値を公表し、次期衆院選小選挙区の「10増10減」の区割りが確定した。小選挙区調整はアダムズ方式に基づいている[311]。

### 12月
- 12月1日
  - 敬宮愛子内親王が20歳の誕生日を迎え、成人となる。
  - 立憲民主党新代表の泉健太は、新体制の役員人事を発表し、幹事長に西村智奈美、代表代行に逢坂誠二、政務調査会長に小川淳也、国会対策委員長に馬淵澄夫、選挙対策委員長に大西健介を充てた[312]。6日までに、新体制の党執行役員12人全員が両院議員総会で承認を受け、男女比は同数となった[313]。
- 12月8日 - 実業家の前澤友作と平野陽三がロシアのソユーズMS-20に搭乗して打ち上げられ、宇宙飛行[314]。日本人の商業宇宙飛行は1990年の秋山豊寛以来31年ぶり[315]。日本の民間人として初のISS滞在となる[314]。12日間滞在し12月20日に帰還[316]。
- 12月10日 - 自由民主党の石原伸晃は、自身が代表を務める党東京都第8選挙区支部が60万円の「雇用調整助成金」を受け取ったことで混乱を招いたなどとして、岸田文雄首相の意向によって任命された内閣官房参与（観光立国その他特命担当）を辞職[317]。
- 12月11日 - 内閣総理大臣の岸田文雄は、議員宿舎を退去して内閣総理大臣公邸に入居した。当面は岸田と秘書の長男が暮らす。内閣総理大臣が公邸に入居するのは野田佳彦以来9年ぶり。野田佳彦の次に内閣総理大臣に就任した安倍晋三と、その次の内閣総理大臣の菅義偉は、いずれも公邸に入居していなかった[318][319][320][321]。
- 12月17日 - 大阪市北区曽根崎新地の堂島北ビル4階で火災が発生[322]。容疑者1人と被害者25人が死亡、3人が負傷した[323][324]。[325]
- 12月18日 - 俳優で歌手の神田沙也加が公演先の北海道札幌市中央区のホテル14階にある屋上スペースで倒れているのが発見され、病院に搬送されたが死亡が確認された。死因は高層階から転落したことによる外傷性ショックとみられている[326][327]。
- 12月21日 - 法務省は東京拘置所に収容されていた群馬パチンコ店員連続殺人事件の犯人2人と、大阪拘置所に収容されていた加古川7人殺害事件の犯人1人、計3人の確定死刑囚の死刑を執行[328]。日本における死刑執行は2019年12月26日以来約2年ぶりで、古川禎久が法務大臣に就任してからは初。
- 12月22日 - オミクロン株の市中感染が大阪府で確認された。これ以降、過去に例のないスピードで感染が急増し、いわゆる「第6波」に入った。
- 12月23日 - 上皇明仁が88歳の誕生日（米寿）を迎えた[329]。
- 12月27日 - SNSを通じて連絡を取り合った中国籍の精子ドナーの男性から精子提供を受け出産した東京都内在住の30代女性が、精子ドナーの男性が国籍や学歴を偽っていたとして、約3億3000万円の損害賠償を求め東京地方裁判所に提訴[330]。個人間の精子取引に関するトラブルでの訴訟は日本初とみられる。
- 12月28日
  - 本田技研工業が埼玉県狭山市の工場を閉鎖し、同県寄居町の工場に機能を移転する[331]。これに伴い、狭山で生産されていたミニバン『オデッセイ』、高級セダン『レジェンド』、燃料電池車（後に電気自動車・ハイブリッド仕様車も発売）『クラリティ』の3車種が年内いっぱいで生産終了となった[332][333]。
  - 男性アイドルグループ・SMAPの元メンバーで歌手・俳優の香取慎吾が一般女性との結婚を発表[334]。
- 12月30日〜31日 - 前年冬から延期されたコミックマーケット99が開催される[335]。
- 12月30日 - 西日本鉄道が運営し、1956年に「西鉄香椎花園」として開園した福岡市東区の遊園地「かしいかえん」がこの日の営業を最後に閉園。65年の歴史に幕[336]。

## 社会

### 政治

#### 選挙
- 国政選挙
  - 国会議員の補欠選挙・再選挙
    - 4月25日 - 衆議院北海道第2区、参議院長野県選挙区・広島県選挙区（広島は再選挙）
    - 10月24日 - 参議院静岡県選挙区・山口県選挙区

  - 10月31日 - 第49回衆議院議員総選挙
    - 現行の日本国憲法下では初めて、衆議院議員の任期満了日（10月21日）以後に実施された[278]。
- 地方選挙
  - 1月24日 - 岐阜県知事選挙[337]
  - 1月24日 - 山形県知事選挙[338]
  - 3月21日 - 千葉県知事選挙[339]
  - 4月4日 - 秋田県知事選挙
  - 6月20日 - 静岡県知事選挙
  - 7月18日 - 兵庫県知事選挙
  - 9月5日 - 茨城県知事選挙
  - 10月31日 - 宮城県知事選挙
  - 11月14日 - 広島県知事選挙

### 経済
- 1991年施行の借地借家法23条で規定された建物譲渡特約付借地権の期限満了（30年経過）により、借地上の建物について地主への売却が開始される。

## 自然科学

### ノーベル賞
ノーベル賞の自然科学分野において日本出身者1人が受賞した。
- 物理学賞 ‐ 真鍋淑郎（愛媛県出身、1975年よりアメリカ国籍）：気候の物理的モデリング、気候変動の定量化、地球温暖化の確実な予測（クラウス・ハッセルマン、ジョルジョ・パリージとの共同受賞、気象分野の研究者が同賞を受賞するのは史上初）[255][256][340]

## 天候・天災・観測等

### 気象・地象・天象
- 気象
  - 5月5日 - 沖縄地方・奄美地方で梅雨入り。ゴールデンウィークの期間中に梅雨入りしたのは2014年以来7年ぶりである[341]。
    - 7月2日 - 沖縄地方の梅雨明けが発表された。平年より11日ほど遅い梅雨明けとなった[342]。
    - 7月3日 - 奄美地方が梅雨明け。平年より4日ほど遅い梅雨明けとなった[343]。

  - 5月11日 - 九州南部で梅雨入り。平年より19日早く、1951年の観測開始以来史上2番目に早い梅雨入りとなった[344]。
    - 7月11日 - 九州南部の梅雨明けが発表された。平年より4日ほど早い梅雨明けとなった[345]。

  - 5月15日 - 九州北部・中国地方・四国地方が梅雨入り。統計開始以来史上2番目に早い梅雨入りとなり、三地方共に平年より20日以上早い梅雨入りとなった[346]。
    - 7月13日 - 九州北部・中国地方が梅雨明け。ともに平年より6日ほど早い梅雨明けとなった[347]。
    - 7月19日 - 四国地方が梅雨明け。平年より2日遅く、統計開始以来最も長い梅雨入りとなった。また、四国地方を最後に梅雨明けしたのは統計開始以来史上初のことである[348]。

  - 6月12日 - 近畿地方が梅雨入り。速報値は5月16日だったが、のちに気象庁が情報を精査し、確定値を6月12日としてこれを修正した。なお、近畿地方は当初最も早い梅雨入りとして記録を更新したが、この修正によって取り消された[349]。
  - 6月13日 - 東海地方が梅雨入り。速報値は5月16日だったが、前述の近畿地方同様修正された[349]。
    - 7月17日 - 近畿・東海地方が梅雨明け[350]。

  - 6月14日 - 関東・甲信地方が梅雨入り。平年より7日遅い梅雨入りとなった[351]。
    - 7月16日 - 東北地方とともに関東・甲信地方が梅雨明け。平年より3日早い梅雨明けとなった[352]。

  - 6月18日 - 北陸地方が梅雨入り。平年より7日遅い梅雨入りとなった[353]。
    - 7月14日 - 北陸地方が梅雨明け。平年より9日ほど早い梅雨明けとなった。また、関東・甲信地方より早い梅雨明けは2016年以来5年ぶり、近畿地方より早い梅雨明けは1992年以来29年ぶりである[354]。

  - 6月19日 - 東北地方が梅雨入り。平年より4日ほど遅い梅雨入りとなった[355]。
    - 7月16日 - 関東・甲信地方とともに東北地方が梅雨明け。平年より数日早い梅雨明けとなった[352]。

  - 10月3日 - 大分県日田市で気温35°Cを観測する猛暑日となり、季節外れの熱波に見舞われた。九州地方で10月に猛暑日を観測したのは史上初のことであり、10月の観測史上最も高い気温としてそれまでの記録を更新した[356]。

#### 自然災害
- 台風
- 大雨・洪水
  - 7月3日 - 記録的な大雨に見舞われた静岡県熱海市伊豆山地区で大規模な土石流が発生し、巻き込まれた20人以上が死亡した[189]。
  - 8月中旬 - 梅雨末期に近い気圧配置となり、九州や中国地方など西日本を中心に記録的豪雨となった。九州北部などでは総雨量が1,000mmを超えて年間雨量の5割に達する地域もあり、各地で土砂災害や河川の氾濫などの被害が起きている[205][206]。

- 地震
東日本大震災から10年以上が経過し判断が難しくなってきたことから、気象庁は4月1日以降の地震に関して「東日本大震災の余震」という発表を取りやめている[357]。
  - 2月13日 - 福島県沖を震源とするM7.3（速報値は7.1であり、後に修正）、最大震度6強（福島県と宮城県で観測）の地震が発生。東日本大震災の余震とみられる[70][71]。この地震による死者は1人、重軽傷者は約190人にのぼっている[d 1][358]。
  - 3月20日 - 宮城県沖を震源とするM6.9、最大震度5強の地震が発生。東日本大震災の余震とみられる[359]。
  - 10月7日 - 千葉県北西部を震源とするM5.9（速報値は6.1であり、後に修正）、埼玉県川口市、同県宮代町、東京都足立区で最大震度5強、埼玉県、東京都、千葉県、神奈川県の広い範囲で震度5弱の揺れを観測する地震が発生した[257]。東京都で震度5強を観測したのは2011年の東北地方太平洋沖地震（東日本大震災）以来10年ぶり[257][259]。また、2005年に発生した千葉県北西部地震（M6.0）と規模、震源地、深さの類似点が見られるが、関係性は不明としている[257][259][260]。

#### 観測（天象含む）
- 5月26日 - 日本全国で皆既月食が観測された。日本全国で観測できたのは2018年以来3年ぶり。なお、この年の皆既月食は月が最も地球に近付くスーパームーンと称される日でもあり、普段よりも大きく月を観察することができた。スーパームーンの状態で皆既月食が観測されたのは1997年以来24年ぶりのことであり、次回スーパームーンの状態で皆既月食が観測できるのは2033年になるという[360]。
- 9月26日 - 甲府地方気象台が富士山の初冠雪を観測した[361]。平年より6日早い冠雪となった。また、全国の山で富士山が初の冠雪となったのは2012年以来9年ぶりである。なお、9月7日に山頂付近で雪を確認し当初は初冠雪と発表していたが、同月20日に山頂付近で本年最高の日平均気温を観測し初冠雪の条件を満たさなくなったため、甲府地方気象台が取り消していた[362]。
- 10月17日 - 北海道（稚内市）で初雪を観測した。平年より2日早い観測となった。また、10月に初雪を観測したのは2017年以来4年ぶりである[363]。

## 文化と芸術

### 流行

#### 流行語
ユーキャン新語・流行語大賞
以下に本年の受賞語を列記する。
- 年間大賞
  - リアル二刀流/ショータイム（大谷翔平）

- トップテン入賞
  - うっせぇわ（Ado）
  - 親ガチャ
  - ゴン攻め/ビッタビタ（瀬尻稜）
  - ジェンダー平等（芳野友子）
  - 人流（寺前秀一）
  - スギムライジング（杉村英孝）
  - Z世代
  - ぼったくり男爵
  - 黙食（三辻忍）

### 音楽
- 2月10日 - SEKAI NO OWARIが初のベストアルバム『SEKAI NO OWARI 2010-2019』を発売。当初はインディーズデビュー10周年の2020年に発売する予定だったが、新型コロナウイルス流行の影響によりメジャーデビュー10周年の年に仕切り直した。
- 音楽ストリーミングの普及により、リリース日から長い期間を経て認知度が高まる楽曲が増加している[364]。
- 2020年9月1日 - 『群青』（YOASOBI）
- 2020年10月3日 - 『廻廻奇譚』（Eve）
- 2020年10月23日 - 『うっせぇわ』（Ado）
- 2020年10月25日 - 『ドライフラワー』（優里）
- 1月6日 - 『怪物』『THE BOOK』（YOASOBI）
- 2月10日 - 『勿忘』（Awesome City Club）
- 3月9日 - 『One Last Kiss』（宇多田ヒカル）
- 4月7日 - 『Take a picture』（NiziU）
- 4月27日 - 『踊』（Ado）
- 5月3日 - 『きらり』（藤井風）
- 5月7日 - 『Cry Baby』（Official髭男dism）
- 5月21日 - 『Butter』（BTS）
- 6月16日 - 『Pale Blue』（米津玄師）
- 8月13日 - 『水平線』（back number）
- 8月18日 - 『Editorial』（Official髭男dism）
- 8月18日 - 『U』（millennium parade × Belle（中村佳穂））
- 11月17日 - 『明け星』（LiSA）

### 映画
新型コロナウイルス（COVID-19）の世界的流行により映画の撮影や映画館などにも様々な影響が出ており、前年から公開延期が相次いでいる。
邦画
アニメーション映画については後節「#アニメ」を参照。
- 和月伸宏の漫画「るろうに剣心 -明治剣客浪漫譚-」の実写版映画シリーズ最終章となる作品（監督：大友啓史）が4月〜6月に2作連続公開。新型コロナウイルス流行の影響で前年夏の公開予定から延期された[365]。
  - 4月23日 - 『るろうに剣心 最終章 The Final』。原作の「人誅編」を実写化。
  - 6月4日 - 『るろうに剣心 最終章 The Beginning』。同「人誅編」の一部で、OVA作品の「追憶編」に当たるエピソードを実写化。

洋画
- 3月26日 - 実写版『モンスターハンター』（監督：ポール・W・S・アンダーソン）が日本で公開[366]（アメリカなどでは前年12月に先行公開[367]）。新型コロナウイルス流行の影響で前年の公開予定（9月4日に日米同時公開[368]）から延期された[369]。
- 6月18日 - クワイエット・プレイスの続編『クワイエット・プレイス 破られた沈黙』（監督：ジョン・クラシンスキー）が日本で公開（アメリカなどでは5月に先行公開）。
- 7月2日 - モンスターバースシリーズの第4作目となる『ゴジラvsコング』（監督：アダム・ウィンガード）が日本で公開[370]（アメリカなどでは3月に先行公開[371]）。新型コロナウイルス流行の影響で前年の公開予定から延期された。
- 10月1日 - 007シリーズ最新作『007／ノー・タイム・トゥ・ダイ』（監督：キャリー・ジョージ・フクナガ）が日本で公開[372]。新型コロナウイルス流行の影響で前年の公開予定（日本では当初4月10日[373]→11月20日[374]）から再延期された[375]。
- 12月17日 - マトリックスシリーズの18年ぶりの続編で、第4作目となる『マトリックス レザレクションズ』（監督：ラナ・ウォシャウスキー）が日本で公開[376][377]。
- 12月24日 - キングスマンの最新作『キングスマン:ファースト・エージェント』（監督：マシュー・ヴォーン）が日本で公開[378]。新型コロナウイルス流行の影響で前年の公開予定から延期された。

### テレビ
- NHK大河ドラマ第60作『青天を衝け』放送（2月 - 12月）。

#### お笑い
コンテスト番組の優勝者
上方漫才大賞
- かまいたち（吉本興業）

NHK上方漫才コンテスト
- ビスケットブラザーズ（吉本興業）

ABCお笑いグランプリ
- オズワルド（吉本興業）

M-1グランプリ（テレビ朝日系）
- 錦鯉（ソニー・ミュージックアーティスツ）

R-1グランプリ（フジテレビ系）
- ゆりやんレトリィバァ（吉本興業）

キングオブコント（TBS系）
- 空気階段（吉本興業）

女芸人No.1決定戦 THE W（日本テレビ系）
- オダウエダ（吉本興業）

### アニメ
アニメーション映画
- 3月8日 - ヱヴァ新劇場版4部作の完結編となる『シン・エヴァンゲリオン劇場版:||』（総監督・脚本：庵野秀明）が公開[379][c 3]。新型コロナウイルス流行の影響で前年6月27日の公開予定[380][381][382] から延期された[c 4]。興行収入は102.8億円で、本年度の日本興行収入ランキング第1位となった[383]。
- 4月16日 - 劇場版「名探偵コナン」シリーズ24作目となる『名探偵コナン 緋色の弾丸』（監督：永岡智佳、脚本：櫻井武晴）が公開[c 5]。新型コロナウイルス流行の影響で前年4月17日の公開予定[384] から延期された。
- 9月17日 - Free!の完全新作となる劇場アニメ『劇場版 Free!-the Final Stroke-』（監督：河浪栄作）の前編が公開（後編は翌年4月公開予定）[385][c 6]。当初は前年夏の公開を予定していた[386] が、諸事情により延期された[387]。
- 12月24日 - 呪術廻戦の劇場アニメ『劇場版 呪術廻戦 0』（監督：朴性厚、脚本：瀬古浩司）が公開。

テレビアニメ
- 『約束のネバーランド』のテレビアニメ第2期が1月にフジテレビ系ノイタミナ枠で放送開始[388]。新型コロナウイルスの流行に伴う番組編成の変更により、前年10月の放送開始予定[389][390] から延期された。
- 『鬼滅の刃』のテレビアニメとして無限列車編が10月10日より、遊郭編が12月5日よりフジテレビ系などで放送開始[391]。

### ゲーム
コンピュータゲーム
- 10月8日 - 任天堂がNintendo Switchの上位機種である有機ELモデルを発売[392]。

## スポーツ

### 総合競技大会
- 第76回国民体育大会（冬季大会：夢!きらリンク愛知国体、ぎふクリスタル国体2021、美の国あきた鹿角国体 / 本大会：三重とこわか国体）
「夢!きらリンク愛知国体」と「ぎふクリスタル国体2021」は予定通り開催されたが、新型コロナウイルス流行の影響により「美の国あきた鹿角国体」は秋田県の要請を受けて中止となり[393]、本大会（三重とこわか国体）および第21回全国障害者スポーツ大会（三重とこわか大会）も三重県の要請を受けて中止となった[394][395][396]。

### 夏季オリンピック・パラリンピック
夏季オリンピック・パラリンピックが東京で開催（1964年大会以来2回目）。新型コロナウイルス（COVID-19）の世界的流行の影響で、近代オリンピック史上初めて約1年延期された。世界各国（オリンピック：205か国･地域/パラリンピック：162か国･地域）から多数のアスリートが出場している。
- 第32回夏季オリンピック（東京）
  - 開催期間：7月23日 - 8月8日（開会・閉会式：オリンピックスタジアム）
  - 日本人のメダル獲得数：金27、銀14、銅17の計58個[398]。金メダル獲得数は1964年東京大会と2004年アテネ大会の16個、総数は前回リオデジャネイロ大会の41個を超え、共に史上最多となった[399]。
- 第16回夏季パラリンピック（東京）
  - 開催期間：8月24日 - 9月5日（開会・閉会式：オリンピックスタジアム）
  - 日本人のメダル獲得数：金13、銀15、銅23の計51個。金メダル獲得数が2桁となるのは2004年アテネ大会の17個以来4大会ぶり[400]、総数もアテネ大会の52個に次ぐ史上2番目の獲得数となった[401]。

### 各競技

#### 野球
- プロ野球

- MLB日本人選手

## 誕生
誕生した事に特筆性のある人物等（世襲制の跡継ぎ、絶滅寸前の生物の誕生、等）を記載しています。それ以外については、Category:2021年生を参照してください。

## その他
この年に行われた成人式の参加該当者の誕生日が、2001年1月1日から4月1日までの場合、21世紀生まれになるため「21世紀生まれが最初に参加した成人式」となった。